# Championnat de France de hockey sur glace 2023-2024
Saison précédente Saison suivante
La saison 2023-2024 est la 103e saison du championnat de France de hockey sur glace.
En Ligue Magnus, les Dragons de Rouen terminent premiers de la saison régulière et remportent ainsi le trophée Jacques-Lacarrière. En quart de finale, les Jokers de Cergy-Pontoise pourtant septièmes de la saison régulière sortent les Ducs d'Angers deuxièmes, quatre matchs à deux, notamment grâce à une victoire à l'extérieur dès le premier match de la série. Rouen et Grenoble (troisième en saison régulière) disposent des Aigles de Nice et des Gothiques d'Amiens respectivement quatre matchs à un et quatre matchs à zéro. Les Boxers de Bordeaux doivent attendre huit minutes dans la prolongation du septième match pour éliminer les Spartiates de Marseille. En demi-finales, Rouen élimine Cergy facilement quatre matchs à zéro et 23 buts à 6 en cumulé. Bordeaux élimine Grenoble quatre matchs à un, dans une série où les matchs sont très serrés, car il n'y en a qu'un seul (celui gagné par Grenoble) où il y a plus d'un but d'écart avant la dernière minute. Bordeaux atteint alors pour la première fois de son histoire la finale de Ligue Magnus. Lors de cette finale, Bordeaux va s'imposer deux fois à Rouen pour commencer la série. Rouen fait de même dans la foulée à Bordeaux. Rouen gagne ensuite à domicile lors du cinquième match avant de conclure la série à Bordeaux lors du sixième match en prolongation. Mis à part le troisième match, tous les matchs sont serrés là aussi. Rouen conserve donc son titre, le dix-huitième de l'histoire du club. En bas de tableau, les Diables rouges de Briançon terminent derniers du championnat pour la cinquième fois d'affilée. Mais la non-promotion de Nantes, champion de Division 1, qui n'a pas déposé de dossier d'accession à la Ligue Magnus, permet aux haut-alpins de se maintenir à nouveau.
En Division 1, les Corsaires de Nantes malgré une pénalité de six points terminent la saison régulière en tête. En quart de finale, les Wildcats d'Épinal se qualifient en trois matchs contre les Remparts de Tours en ne concédant qu'un seul but. Nantes dispose des Dogs de Cholet en quatre matchs tout comme les Éléphants de Chambéry pourtant septièmes de la saison régulière contre les Drakkars de Caen, seconds. Les Corsaires de Dunkerque (quatrièmes en saison régulière) menés deux matchs à un par l'Étoile noire de Strasbourg (cinquième) remportent les deux derniers matchs pour se qualifier. En demi-finales, Nantes ne marque pas lors du premier match contre Dunkerque, avant de gagner les trois matchs suivants. Chambéry réalise un nouvel exploit en éliminant Épinal le troisième de la saison régulière trois matchs à un. Lors de la finale, il y a un match partout entre Nantes et Chambéry avant les deux matchs dans les Alpes. Chaque équipe en gagne un, Chambéry en prolongation puis Nantes en fusillade. Lors du cinquième match décisif, Chambéry va mener deux fois au score, mais Nantes finit par s'imposer 5-2. Ce titre en Division 1, est le premier de l'histoire du club. Malgré le titre, Nantes ne monte pourtant pas, n'ayant pas déposé de dossier d'accession à la Ligue Magnus, ce qui permet à Briançon de s'y maintenir. En bas de tableau, les Diables rouges de Valenciennes derniers de la poule de maintien doivent disputer une série en deux matchs gagnants contre Lyon pour se maintenir. Les lyonnais gagnent d'un but dans le Nord le premier match. Valenciennes rendant la pareille au second match. Lors du match décisif, toujours à Lyon, Valenciennes s'impose 2-0 dans la dernière période, ce qui leur permet de rester en Division 1.
En Division 2, les Français volants de Paris (comme la saison précédente) et les Bouquetins du HCMP terminent premiers de leur groupe en saison régulière. Lors du premier tour, les parisiens sont sortis par les Lions de Lyon (huitièmes de leur poule) en deux matchs. La poule B qualifie six équipes en quarts puisque les Renards de Roanne (cinquièmes en saison régulière) éliminent la réserve des Dragons de Rouen (quatrièmes). En quart de finale, les lyonnais éliminent les Vipers de Montpellier en deux matchs. Les trois premiers de la saison régulière dans la poule B à savoir les Bouquetins du HCMP, les Ours de Villard-de-Lans et Vaujany dans cet ordre passent également en demi-finales en deux matchs. Les Bouquetins et les Ours font respecter le classement de la saison régulière en se qualifiant en finale. En trois matchs, pour Villard-de-Lans contre Lyon et en quatre pour les Bouquetins (les trois victoires sont obtenues en prolongation). Ces deux équipes sont donc promues en Division 1. Lors de la finale, les deux premiers matchs vont en prolongation. Chaque équipe en gagne un. Villard-de-Lans a donc deux matchs à domicile pour continuer la série. Série qui s'achève par deux larges victoires des Ours. C'est le premier titre de Division 2 de l'histoire du club. Le meilleur demi-finaliste, Vaujany, ne pouvant pas monter, c'est alors Lyon qui dispute une série de promotion-relégation contre Valenciennes, dernier de Division 1. En s'inclinant deux matchs à un, Lyon reste donc en Division 2. En poule de maintien, Amiens II termine dernier et est relégué en Division 3.  
En Division 3, l'Hormadi Anglet II, les Renards d'Orléans, les Gaulois de Châlons-en-Champagne et les Diables rouges de Briançon II terminent en tête de leurs poules respectives. Mais seul Châlons-en-Champagne, qui dispose d'Orléans en quart de finale, atteint le carré final. En effet, les Tornado Luxembourg (deuxièmes en saison régulière) éliminent Anglet II 11-4 en cumulé, et les Lions de Wasquehal (quatrièmes en saison régulière) disposent de Briançon II en prolongation du deuxième match après un cumul de 9 buts partout à l'issue du temps réglementaire du deuxième match. Lors de ce carré final, Dijon gagne ses trois matchs et remporte son premier titre depuis sa fondation en 2018. Luxembourg et Châlons-en-Champagne deuxième et troisième respectivement, accompagnent Dijon en Division 2. 
Par la suite, Wasquehal (quatrième), Anglet II (cinquième) et Orléans (sixième) montent en Division 2. En effet, Amnéville (dépôt de bilan), Angers II (fin des activités) et Colmar (rétrogradation volontaire en Division 3) maintenus sportivement en Division 2 ne se réengagent pas dans ce championnat. 
Boulogne-Billancourt, Villard-de-Lans II, Cergy-Pontoise II cessent leurs activités à la fin de la saison.

## Règlement
Il s'applique pour toutes les divisions.

### Points
Les points sont attribués de la façon suivante :
- victoire dans le temps réglementaire : 3 points ;
- victoire en prolongation ou aux tirs au but : 2 points ;
- défaite en prolongation ou au tirs au but : 1 point ;
- défaite dans le temps réglementaire : 0 point.

### Classement
Les équipes sont classées en fonction du nombre de points qu'elles ont enregistré. En cas d'égalité, les critères suivants sont appliqués :
1. Points dans les rencontres directes ;
2. Nombre de matchs perdus par forfait ;
3. Nombre de buts marqués dans le temps réglementaire entre les équipes concernées ;
4. Différence de buts générale ;
5. Quotient buts marqués / buts encaissés lors de tous les matchs de la poule ;
6. Nombre de buts marqués lors de tous les matchs de la poule.

Si après avoir épuisé tous ces critères, deux équipes sont toujours à égalité, un match de barrage est alors organisé sur terrain neutre.

## Synerglace Ligue Magnus

### Équipes engagées
| \| Amiens Angers Anglet Bordeaux Briançon Cergy-Pontoise Chamonix Gap Grenoble Marseille Nice Rouen \| Localisation des clubs engagés en Synerglace Ligue Magnus. · Tenant du titre |
| Amiens Angers Anglet Bordeaux Briançon Cergy-Pontoise Chamonix Gap Grenoble Marseille Nice Rouen                                                                                    |

| Club                             | Dernière montée | Classement 2022-2023 | Entraîneur                                    | Patinoire                             | Capacité théorique | Nombre de saisons en Magnus |
| -------------------------------- | --------------- | -------------------- | --------------------------------------------- | ------------------------------------- | ------------------ | --------------------------- |
| Dragons de Rouen                 | 1985            | 1er                  | Fabrice Lhenry                                | L'Île Lacroix                         | 3 279              | 39                          |
| Brûleurs de loups de Grenoble    | 2000            | 2e                   | Jyrki Aho Edo Terglav et Jean-François Dufour | Patinoire Polesud                     | 4 208              | 50                          |
| Ducs d'Angers                    | 1992            | 3e                   | Jason O'Leary                                 | Angers IceParc                        | 3 586              | 31                          |
| Jokers de Cergy-Pontoise         | 2020            | 4e                   | Miika Elomo                                   | Aren'ice                              | 2 997              | 4                           |
| Rapaces de Gap                   | 2009            | 5e                   | Éric Blais Sébastien Oprandi                  | Alp'Arena                             | 3 042              | 49                          |
| Boxers de Bordeaux               | 2015            | 6e                   | Olivier Dimet                                 | Patinoire de Mériadeck                | 3 312              | 9                           |
| Gothiques d'Amiens               | 1982            | 7e                   | Mario Richer                                  | Coliseum                              | 3 220              | 42                          |
| Pionniers de Chamonix Mont-Blanc | 2005            | 9e                   | Janne Sinkkonen                               | Centre sportif Richard-Bozon          | 2 063              | 89                          |
| Hormadi Anglet                   | 2018            | 10e                  | Pierrick Rézard Mathieu Cyr                   | Patinoire de la Barre                 | 1 450              | 16                          |
| Aigles de Nice                   | 2016            | 11e                  | Frantisek Stolc                               | Palais des sports Jean-Bouin          | 1 296              | 8                           |
| Diables rouges de Briançon       | 2019            | 12e                  | Márton Vas                                    | Patinoire René-Froger                 | 2 300              | 50                          |
| Spartiates de Marseille          | 2023            | 11e (Division 1)     | Luc Tardif Junior                             | Palais omnisports Marseille Grand Est | 5 504              | 1                           |

Légende des couleurs
- En gras : champion de France, qualifié pour la Ligue des champions 2023-2024
- En italique : vainqueur de la Coupe de France, qualifié pour la Coupe continentale 2023-2024
- En gras et italique : promu de Division 1

### Saison régulière
La saison régulière se joue du 9 septembre 2023 au 1er mars 2024. Réunies au sein d'une poule unique, les 12 équipes se rencontrent en double matchs aller-retour. À l'issue de cette première phase, les 8 premiers se qualifient pour les séries éliminatoires, jouées au meilleur des 7 matchs. Les 4 derniers jouent une phase de relégation. Cette phase est un mini-championnat en matchs aller-retour à l'issue duquel le dernier est relégué en Division 1.

#### Résultats
Le score de l'équipe à domicile, située dans la colonne de gauche, est inscrit en premier.
| Résultats (dom.\ext.)                                              | AMI   | ANG | AGL   | BOR   | BRI   | CER   | CHA   | GAP | GRE   | MAR   | NIC   | ROU   | AMI   | ANG   | AGL   | BOR   | BRI   | CER   | CHA   | GAP   | GRE   | MAR   | NIC   | ROU |
| Amiens                                                             |       | 2-4 | 8-5   | 3-1   | 7-4   | 4-5   | 6-1   | 7-3 | 4-3TF | 2-1TF | 8-2   | 3-5   |       | 1-6   | 4-3   | 1-2TF | 1-2TF | 2-1   | 5-3   | 3-5   | 3-4Pr | 1-6   | 4-5TF | 1-3 |
| Angers                                                             | 7-3   |     | 2-1   | 4-3   | 4-1   | 4-3   | 0-3   | 5-2 | 5-2   | 3-0   | 4-1   | 2-4   | 5-3   |       | 5-2   | 2-0   | 4-1   | 6-2   | 2-1   | 6-4   | 3-1   | 2-0   | 5-2   | 3-6 |
| Anglet                                                             | 2-1   | 0-4 |       | 2-3TF | 0-3   | 3-5   | 4-1   | 4-0 | 0-4   | 1-2   | 5-6Pr | 2-7   | 4-5   | 4-3   |       | 1-7   | 2-3   | 1-4   | 3-2Pr | 5-2   | 1-2   | 1-2TF | 4-7   | 4-6 |
| Bordeaux                                                           | 3-4TF | 5-2 | 4-3   |       | 2-1   | 4-3Pr | 3-2Pr | 3-4 | 3-4Pr | 2-3   | 3-6   | 2-3TF | 1-2   | 4-5   | 7-3   |       | 1-2TF | 5-4TF | 5-2   | 2-5   | 2-8   | 4-1   | 8-2   | 1-2 |
| Briançon                                                           | 4-2   | 1-3 | 3-4   | 1-3   |       | 5-0   | 2-3   | 3-5 | 3-7   | 1-5   | 6-4   | 4-6   | 5-2   | 3-2   | 0-1   | 2-4   |       | 1-4   | 3-1   | 2-4   | 3-5   | 2-1   | 4-7   | 1-5 |
| Cergy-Pontoise                                                     | 4-2   | 1-3 | 2-4   | 5-4   | 2-4   |       | 1-2   | 6-3 | 4-3   | 7-1   | 3-2   | 3-4TF | 4-2   | 4-5Pr | 6-5TF | 1-3   | 12-0  |       | 7-3   | 2-3Pr | 1-6   | 5-2   | 1-2   | 2-1 |
| Chamonix                                                           | 1-4   | 2-6 | 3-2Pr | 0-4   | 6-1   | 5-6Pr |       | 5-3 | 4-6   | 3-2   | 4-0   | 1-3   | 5-4Pr | 1-5   | 0-1   | 3-5   | 7-4   | 1-3   |       | 3-2   | 1-2   | 1-3   | 3-2Pr | 1-4 |
| Gap                                                                | 1-3   | 9-1 | 5-6TF | 3-4   | 3-1   | 0-2   | 6-0   |     | 3-6   | 1-2   | 4-6   | 1-2   | 3-4   | 0-5   | 2-6   | 4-5   | 1-3   | 2-1   | 3-7   |       | 4-8   | 2-1   | 0-3   | 1-4 |
| Grenoble                                                           | 5-1   | 4-3 | 5-0   | 3-0   | 5-2   | 5-2   | 2-3   | 7-1 |       | 6-3   | 5-0   | 1-5   | 1-5   | 5-2   | 4-3   | 2-5   | 8-2   | 2-3   | 4-1   | 6-4   |       | 9-1   | 5-1   | 3-6 |
| Marseille                                                          | 3-1   | 1-4 | 3-2Pr | 1-5   | 4-2   | 2-0   | 2-3   | 4-0 | 1-3   |       | 6-3   | 4-3   | 3-1   | 0-2   | 4-0   | 5-2   | 4-3TF | 2-4   | 2-1TF | 3-2   | 3-2   |       | 7-0   | 3-5 |
| Nice                                                               | 2-3   | 0-5 | 5-3   | 2-3   | 4-3TF | 3-1   | 1-2   | 3-0 | 4-3Pr | 3-2   |       | 1-5   | 4-7   | 3-4   | 3-1   | 1-7   | 6-3   | 4-1   | 6-4   | 5-3   | 1-4   | 0-4   |       | 2-5 |
| Rouen                                                              | 2-3   | 6-3 | 9-6   | 5-1   | 6-2   | 5-1   | 2-3TF | 1-4 | 3-1   | 3-2   | 7-1   |       | 6-2   | 3-4   | 7-2   | 4-3   | 6-4   | 2-4   | 6-3   | 3-1   | 4-3   | 4-3   | 5-3   |     |
| - Victoire à domicile - Victoire à l'extérieur - Match non disputé |       |     |       |       |       |       |       |     |       |       |       |       |       |       |       |       |       |       |       |       |       |       |       |     |

Pr : Prolongation    -    TF : Tirs de fusillade

#### Classement
Pour l'attribution des points, voir la section « Règlement » ci-dessus.
| Clt   | Équipe         | PJ | V  | VP | D  | DP | BP  | BC  | Diff | Pts     |
| ----- | -------------- | -- | -- | -- | -- | -- | --- | --- | ---- | ------- |
| +001, | Rouen          | 44 | 35 | 2  | 6  | 1  | 194 | 105 | +89  | 110     |
| +002, | Angers         | 44 | 33 | 1  | 10 | 0  | 164 | 104 | +60  | 101     |
| +003, | Grenoble       | 44 | 28 | 2  | 12 | 2  | 184 | 113 | +71  | 90      |
| +004, | Bordeaux       | 44 | 19 | 5  | 16 | 4  | 148 | 126 | +22  | 71      |
| +005, | Marseille      | 44 | 19 | 4  | 20 | 1  | 114 | 111 | +3   | 66      |
| +006, | Amiens         | 44 | 18 | 3  | 18 | 5  | 144 | 149 | -5   | 65      |
| +007, | Cergy-Pontoise | 44 | 20 | 2  | 17 | 5  | 142 | 132 | +10  | 63 (-6) |
| +008, | Nice           | 44 | 15 | 4  | 24 | 1  | 128 | 174 | -46  | 54      |
| +009, | Chamonix       | 44 | 13 | 4  | 23 | 4  | 111 | 147 | -36  | 51      |
| +010, | Anglet         | 44 | 10 | 2  | 26 | 6  | 116 | 170 | -54  | 40      |
| +011, | Briançon       | 44 | 11 | 2  | 29 | 2  | 110 | 174 | -64  | 39      |
| +012, | Gap            | 44 | 11 | 1  | 31 | 1  | 118 | 168 | -50  | 36      |

- Vainqueur du trophée Jacques-Lacarrière, qualifié pour les séries
- Qualifié pour les séries
- Dispute la poule de maintien

Date de mise à jour : 3 mars 2024

#### Statistiques individuelles
Pour les significations des abréviations, voir statistiques du hockey sur glace.
| Classt | Joueur                | Équipe                        | PJ | B  | A  | Pts | Pun |
| ------ | --------------------- | ----------------------------- | -- | -- | -- | --- | --- |
| 1      | Alexandre Lavoie      | Brûleurs de loups de Grenoble | 43 | 15 | 42 | 57  | 14  |
| 2      | Nicolas Deschamps     | Brûleurs de loups de Grenoble | 43 | 17 | 36 | 53  | 20  |
| 3      | Nikita Chtcherbak     | Ducs d'Angers                 | 41 | 10 | 37 | 47  | 63  |
| 4      | Rolands Vīgners       | Dragons de Rouen              | 41 | 27 | 19 | 46  | 10  |
| 5      | Alexander Barber Rolf | Jokers de Cergy-Pontoise      | 43 | 21 | 25 | 46  | 36  |
| 5      | Samuel Salonen        | Boxers de Bordeaux            | 44 | 21 | 25 | 46  | 10  |

| Clt | Joueur           | Équipe                           | PJ | Min           | BC  | Moy  | %Arr | Bl |
| --- | ---------------- | -------------------------------- | -- | ------------- | --- | ---- | ---- | -- |
| 1   | Evan Cowley      | Ducs d'Angers                    | 39 | 2318 min 55 s | 78  | 2.00 | 93,5 | 7  |
| 2   | Matija Pintarič  | Dragons de Rouen                 | 40 | 2251 min 49 s | 82  | 2.05 | 92,9 | 0  |
| 3   | Marek Čiliak     | Spartiates de Marseille          | 39 | 2280 min 12 s | 87  | 2.23 | 92,7 | 5  |
| 4   | Quentin Papillon | Boxers de Bordeaux               | 34 | 2012 min 16 s | 82  | 2.41 | 92,7 | 1  |
| 5   | Tom Aubrun       | Pionniers de Chamonix Mont-Blanc | 37 | 2101 min 31 s | 107 | 2.89 | 91,5 | 2  |

Mise à jour : 3 mars 2024

### Séries éliminatoires

#### Format
| Match | Formule         |
| ----- | --------------- |
| 1     | Meilleur bilan  |
| 2     | Meilleur bilan  |
| 3     | Moins bon bilan |
| 4     | Moins bon bilan |
| 5     | Meilleur bilan  |
| 6     | Moins bon bilan |
| 7     | Meilleur bilan  |

Le format des séries éliminatoires est le suivant : 
- Chaque série de playoffs se déroule au meilleur des 7 matchs, la première équipe à 4 victoires passant au tour suivant. Dans chaque série, l'avantage du terrain est donné à la meilleure équipe en saison régulière son classement à l'issue de la saison régulière.

Les séries se déroulent de la manière suivante :
- Chaque match devant déterminer un vainqueur, il y a une prolongation de 10 minutes en mort subite en cas de match nul à l'issue du temps réglementaire. S'il n'y a toujours pas eu de but, une séance de tirs au but a lieu. S'il y a égalité à l'issue du temps réglementaire d'un match 7, le match continue tant qu'il n'y a pas de but. Il n'y a donc pas de séance de tirs au but.
- En quart de finale, les équipes se rencontrent dans un ordre prédéfini : le 1er de la saison régulière rencontre le 8e de la saison régulière ; le 2e rencontre le 7e ; le 3e rencontre le 6e ; le 4e rencontre le 5e.
- Les vainqueurs se retrouvent en demi-finales où l'organisation est similaire à celle des quarts de finale : le mieux classé contre le moins bien classé, etc.
- En finale c'est également le cas, le mieux classé ayant l'avantage de la glace.

#### Tableau
|  | Quarts de finale | Quarts de finale              | Quarts de finale         |                    |                    | Demi-finales                  | Demi-finales | Demi-finales |  |  | Finale | Finale           | Finale |
|  |                  |                               |                          |                    |                    |                               |              |              |  |  |        |                  |        |
|  | 1                | Dragons de Rouen              | 4                        |                    |                    |                               |              |              |  |  |        |                  |        |
|  | 8                | Aigles de Nice                | 1                        |                    |                    |                               |              |              |  |  |        |                  |        |
|  | 8                | Aigles de Nice                | 1                        |                    | 1                  | Dragons de Rouen              | 4            |              |  |  |        |                  |        |
|  |                  |                               |                          |                    | 1                  | Dragons de Rouen              | 4            |              |  |  |        |                  |        |
|  |                  | 7                             | Jokers de Cergy-Pontoise | 0                  |                    |                               |              |              |  |  |        |                  |        |
|  | 2                | 7                             | Jokers de Cergy-Pontoise | 0                  | Ducs d'Angers      | 2                             |              |              |  |  |        |                  |        |
|  | 2                |                               |                          |                    | Ducs d'Angers      | 2                             |              |              |  |  |        |                  |        |
|  | 7                | Jokers de Cergy-Pontoise      | 4                        |                    |                    |                               |              |              |  |  |        |                  |        |
|  |                  |                               |                          |                    |                    |                               |              |              |  |  | 1      | Dragons de Rouen | 4      |
|  |                  |                               | 4                        | Boxers de Bordeaux | 2                  |                               |              |              |  |  |        |                  |        |
|  | 3                | Brûleurs de loups de Grenoble | 4                        |                    |                    |                               |              |              |  |  |        |                  |        |
|  | 6                | Gothiques d'Amiens            | 0                        |                    |                    |                               |              |              |  |  |        |                  |        |
|  | 6                | Gothiques d'Amiens            | 0                        |                    | 3                  | Brûleurs de loups de Grenoble | 1            |              |  |  |        |                  |        |
|  |                  |                               |                          |                    | 3                  | Brûleurs de loups de Grenoble | 1            |              |  |  |        |                  |        |
|  |                  | 4                             | Boxers de Bordeaux       | 4                  |                    |                               |              |              |  |  |        |                  |        |
|  | 4                | 4                             | Boxers de Bordeaux       | 4                  | Boxers de Bordeaux | 4                             |              |              |  |  |        |                  |        |
|  | 4                |                               |                          |                    | Boxers de Bordeaux | 4                             |              |              |  |  |        |                  |        |
|  | 5                | Spartiates de Marseille       | 3                        |                    |                    |                               |              |              |  |  |        |                  |        |

#### Quarts de finale
Les quarts de finale ont lieu du 8 au 20 mars 2024.

##### Rouen - Nice: 4-1
| 8 mars 2024 | Rouen | 5-1 (2-0, 2-0, 1-1) | Nice | L'Île Lacroix 3 029 spectateurs |

| Feuille de match | Feuille de match | Feuille de match        | Feuille de match                              | Feuille de match                                                                          |
| ---------------- | --- | ----------------------- | --------------------------------------------- | ----------------------------------------------------------------------------------------- |
|                  | Boivin (Perron, Goncalves-Nivelais) — 1 min 8 s Mallet (Guimond, Boivin) — 9 min 4 s Lampérier (Vīgners, Goncalves-Nivelais) — 29 min 41 s Cantagallo (Nesa, Perret) — 39 min 30 s Haščák (Nesa, Perret) — 42 min 59 s - | 1-0 2-0 3-0 4-0 5-0 5-1 | - Rytchagov (Larinmaa, Kuronen) — 43 min 48 s | Arbitrage : Pierre Dehaen et Yann Furet Juges de lignes : Thomas Simon et Quentin Ugolini |
| Pintarič         | Gardiens | Mölder                  |                                               | Arbitrage : Pierre Dehaen et Yann Furet Juges de lignes : Thomas Simon et Quentin Ugolini |
| 8 min            | Pénalités | 0 min                   |                                               | Arbitrage : Pierre Dehaen et Yann Furet Juges de lignes : Thomas Simon et Quentin Ugolini |
| 40               | Tirs | 30                      |                                               | Arbitrage : Pierre Dehaen et Yann Furet Juges de lignes : Thomas Simon et Quentin Ugolini |

| 9 mars 2024 | Rouen | 3-1 (0-0, 1-1, 2-1) | Nice | L'Île Lacroix 3 029 spectateurs |

| Feuille de match | Feuille de match | Feuille de match    | Feuille de match                                                                            | Feuille de match                                                                          |
| ---------------- | --- | ------------------- | ------------------------------------------------------------------------------------------- | ----------------------------------------------------------------------------------------- |
|                  | Vīgners (Guimond) — 28 min 33 s - Mallet (Rech, Pintarič) — 50 min 44 s Boivin (Mallet, Perron) — 58 min 38 s (SN) - | 1-0 1-1 2-1 3-1 3-2 | - Vitou (Lévesque) — 34 min 44 s (IN) - Esipov (Larinmaa, Lévesque) — 59 min 23 s (SN + JS) | Arbitrage : Adrien Ernecq et Yann Furet Juges de lignes : Thomas Simon et Quentin Ugolini |
| Pintarič         | Gardiens | Mölder              |                                                                                             | Arbitrage : Adrien Ernecq et Yann Furet Juges de lignes : Thomas Simon et Quentin Ugolini |
| 8 min            | Pénalités | 10 min              |                                                                                             | Arbitrage : Adrien Ernecq et Yann Furet Juges de lignes : Thomas Simon et Quentin Ugolini |
| 53               | Tirs | 16                  |                                                                                             | Arbitrage : Adrien Ernecq et Yann Furet Juges de lignes : Thomas Simon et Quentin Ugolini |

| 12 mars 2024 | Nice | 4-3 (pr) (1-0, 0-2, 2-1, 1-0) | Rouen | Palais des sports Jean-Bouin 1 180 spectateurs |

| Feuille de match | Feuille de match | Feuille de match            | Feuille de match | Feuille de match                                                                                          |
| ---------------- | --- | --------------------------- | --- | --- |
|                  | Abramov (Bélisle, Sautereau) — 9 min 1 s (SN) - Abramov (Kopta, Kalan) — 52 min 21 s (SN) Villain (Sautereau, Reini) — 54 min 57 s - Abramov (Vitou, Esipov) — 61 min 43 s | 1-0 1-1 1-2 2-2 3-2 3-3 4-3 | - Perret (Chakiachvili) — 25 min 19 s Tomasino (Hervé, Cantagallo) — 28 min 1 s - Mallet (Tomasino, Rech) — 59 min 44 s (JS) - | Arbitrage : Geoffrey Barcelo et Philippe Frossard Juges de lignes : Nicolas Constantineau et Johan Fauvel |
| Mölder           | Gardiens | Pintarič                    | | Arbitrage : Geoffrey Barcelo et Philippe Frossard Juges de lignes : Nicolas Constantineau et Johan Fauvel |
| 10 min           | Pénalités | 14 min                      | | Arbitrage : Geoffrey Barcelo et Philippe Frossard Juges de lignes : Nicolas Constantineau et Johan Fauvel |
| 16               | Tirs | 30                          | | Arbitrage : Geoffrey Barcelo et Philippe Frossard Juges de lignes : Nicolas Constantineau et Johan Fauvel |

| 13 mars 2024 | Nice | 2-4 (1-2, 0-0, 1-2) | Rouen | Palais des sports Jean-Bouin 880 spectateurs |

| Feuille de match | Feuille de match                                               | Feuille de match        | Feuille de match | Feuille de match                                                                                          |
| ---------------- | -------------------------------------------------------------- | ----------------------- | --- | --- |
|                  | - Kuronen (Salve, Esipov) — 7 min 43 s - Vitou — 54 min 29 s - | 0-1 0-2 1-2 1-3 2-3 2-4 | Boivin (Perron, Mallet) — 25 s Boivin (Perron, Mallet) — 2 min 32 s - Haščák — 48 min 5 s (SN) - Perron (Boivin, Chakiachvili) — 58 min 47 s (CV) | Arbitrage : Geoffrey Barcelo et Philippe Frossard Juges de lignes : Nicolas Constantineau et Johan Fauvel |
| Mölder           | Gardiens                                                       | Pintarič                | | Arbitrage : Geoffrey Barcelo et Philippe Frossard Juges de lignes : Nicolas Constantineau et Johan Fauvel |
| 29 min           | Pénalités                                                      | 33 min                  | | Arbitrage : Geoffrey Barcelo et Philippe Frossard Juges de lignes : Nicolas Constantineau et Johan Fauvel |
| 26               | Tirs                                                           | 37                      | | Arbitrage : Geoffrey Barcelo et Philippe Frossard Juges de lignes : Nicolas Constantineau et Johan Fauvel |

| 16 mars 2024 | Rouen | 6-3 (0-1, 5-0, 1-2) | Nice | L'Île Lacroix 3 075 spectateurs |

| Feuille de match | Feuille de match | Feuille de match                    | Feuille de match                                                                                             | Feuille de match                                                                          |
| ---------------- | --- | ----------------------------------- | --- | ----------------------------------------------------------------------------------------- |
|                  | - Boivin (Guimond, Rech) — 21 min 24 s (SN) Sotnieks — 23 min 10 s Perron (Mallet) — 28 min 4 s Perron (Chakiachvili) — 31 min 27 s (SN) Boivin (Mallet, Yeo) — 32 min 21 s - Perron (Boivin) — 54 min 6 s - | 0-1 1-1 2-1 3-1 4-1 5-1 5-2 6-2 6-3 | Larinmaa (Kuronen, Rytchagov) — 10 min 17 s - Kopta — 40 min 51 s - Vitou (Villain, Rytchagov) — 59 min 47 s | Arbitrage : Adrien Ernecq et Julien Peyre Juges de lignes : Quentin Cady et Cyril Debuche |
| Pintarič         | Gardiens | Mölder                              | | Arbitrage : Adrien Ernecq et Julien Peyre Juges de lignes : Quentin Cady et Cyril Debuche |
| 10 min           | Pénalités | 6 min                               | | Arbitrage : Adrien Ernecq et Julien Peyre Juges de lignes : Quentin Cady et Cyril Debuche |
| 49               | Tirs | 38                                  | | Arbitrage : Adrien Ernecq et Julien Peyre Juges de lignes : Quentin Cady et Cyril Debuche |

##### Angers - Cergy-Pontoise: 2-4
| 8 mars 2024 | Angers | 1-3 (1-0, 0-0, 0-3) | Cergy-Pontoise | Angers IceParc 3 586 spectateurs |

| Feuille de match | Feuille de match                  | Feuille de match | Feuille de match                                                                        | Feuille de match                                                                                |
| ---------------- | --------------------------------- | ---------------- | --------------------------------------------------------------------------------------- | ----------------------------------------------------------------------------------------------- |
|                  | Manning (Di Dio Balsamo) — 50 s - | 1-0 1-1 1-2 1-3  | - Crozier (Melin, Perrenoud) — 42 min 2 s Petit — 51 min 51 s Barber — 59 min 57 s (CV) | Arbitrage : Damien Bliek et Nicolas Barbez Juges de lignes : Thomas Caillot et Maxime Laboulais |
| Cowley           | Gardiens                          | Ylönen           |                                                                                         | Arbitrage : Damien Bliek et Nicolas Barbez Juges de lignes : Thomas Caillot et Maxime Laboulais |
| 8 min            | Pénalités                         | 10 min           |                                                                                         | Arbitrage : Damien Bliek et Nicolas Barbez Juges de lignes : Thomas Caillot et Maxime Laboulais |
| 40               | Tirs                              | 30               |                                                                                         | Arbitrage : Damien Bliek et Nicolas Barbez Juges de lignes : Thomas Caillot et Maxime Laboulais |

| 9 mars 2024 | Angers | 5-2 (1-0, 0-0, 4-2) | Cergy-Pontoise | Angers IceParc 3 586 spectateurs |

| Feuille de match | Feuille de match | Feuille de match            | Feuille de match                                                                 | Feuille de match                                                                                     |
| ---------------- | --- | --------------------------- | -------------------------------------------------------------------------------- | --- |
|                  | Manavian (Valier, Gaborit) — 4 min 21 s - Chtcherbak (Prapavessis, Reid) — 48 min 24 s Moutrey (Reid) — 56 min 35 s Sarliève (Serer, Orlov) — 57 min 38 s - Shaw — 59 min 8 s (CV) | 1-0 1-1 2-1 3-1 4-1 4-2 5-2 | - Hämäläinen (Goršānovs, Barber) — 40 min 24 s - Torrel (Barber) — 58 min 33 s - | Arbitrage : Raphaël Rohwedder et Nicolas Barbez Juges de lignes : Thomas Caillot et Maxime Laboulais |
| Cowley           | Gardiens | Ylönen                      |                                                                                  | Arbitrage : Raphaël Rohwedder et Nicolas Barbez Juges de lignes : Thomas Caillot et Maxime Laboulais |
| 6 min            | Pénalités | 2 min                       |                                                                                  | Arbitrage : Raphaël Rohwedder et Nicolas Barbez Juges de lignes : Thomas Caillot et Maxime Laboulais |
| 29               | Tirs | 31                          |                                                                                  | Arbitrage : Raphaël Rohwedder et Nicolas Barbez Juges de lignes : Thomas Caillot et Maxime Laboulais |

| 12 mars 2024 | Cergy-Pontoise | 3-0 (0-0, 1-0, 2-0) | Angers | Aren'ice 2 999 spectateurs |

| Feuille de match | Feuille de match                                                                                          | Feuille de match | Feuille de match | Feuille de match                                                                           |
| ---------------- | --- | ---------------- | ---------------- | ------------------------------------------------------------------------------------------ |
|                  | Torrel (Ģēģeris, Coulombe) — 28 min (SN) Ģēģeris — 41 min 33 s (IN) Faure (Pardo, Goršānovs) — 44 min 8 s | 1-0 2-0 3-0      | -                | Arbitrage : Jérémy Rauline et Julien Peyre Juges de lignes : Quentin Cady et Cyril Debuche |
| Ylönen           | Gardiens                                                                                                  | Cowley           |                  | Arbitrage : Jérémy Rauline et Julien Peyre Juges de lignes : Quentin Cady et Cyril Debuche |
| 15 min           | Pénalités                                                                                                 | 13 min           |                  | Arbitrage : Jérémy Rauline et Julien Peyre Juges de lignes : Quentin Cady et Cyril Debuche |
| 28               | Tirs | 25               |                  | Arbitrage : Jérémy Rauline et Julien Peyre Juges de lignes : Quentin Cady et Cyril Debuche |

| 13 mars 2024 | Cergy-Pontoise | 3-1 (1-1, 1-0, 1-0) | Angers | Aren'ice 2 735 spectateurs |

| Feuille de match | Feuille de match | Feuille de match | Feuille de match                            | Feuille de match                                                                           |
| ---------------- | --- | ---------------- | ------------------------------------------- | ------------------------------------------------------------------------------------------ |
|                  | - Limtong (Goršānovs, Crozier) — 18 min Torrel (Coulombe, Ģēģeris) — 40 min (SN) Gueurif (Perrenoud, Petit) — 57 min 16 s | 0-1 1-1 2-1 3-1  | Reid (Halley, Di Dio Balsamo) — 9 min 4 s - | Arbitrage : Jérémy Rauline et Julien Peyre Juges de lignes : Quentin Cady et Cyril Debuche |
| Ylönen           | Gardiens | Cowley           |                                             | Arbitrage : Jérémy Rauline et Julien Peyre Juges de lignes : Quentin Cady et Cyril Debuche |
| 6 min            | Pénalités | 6 min            |                                             | Arbitrage : Jérémy Rauline et Julien Peyre Juges de lignes : Quentin Cady et Cyril Debuche |
| 37               | Tirs | 35               |                                             | Arbitrage : Jérémy Rauline et Julien Peyre Juges de lignes : Quentin Cady et Cyril Debuche |

| 16 mars 2024 | Angers | 5-2 (1-0, 2-0, 2-2) | Cergy-Pontoise | Angers IceParc 3 586 spectateurs |

| Feuille de match | Feuille de match | Feuille de match            | Feuille de match                                                                   | Feuille de match                                                                                          |
| ---------------- | --- | --------------------------- | ---------------------------------------------------------------------------------- | --- |
|                  | Shaw — 15 min 24 s (IN) Shaw (Reid) — 31 min 47 s Reid (Moutrey, Chtcherbak) — 39 min 9 s (SN) - Shaw (Prapavessis) — 51 min 5 s - Chtcherbak (Moutrey) — 58 min 17 s (SN) | 1-0 2-0 3-0 3-1 4-1 4-2 5-2 | - Ģēģeris (Hämäläinen) — 45 min 5 s - Gueurif (Melin, Limtong) — 54 min 8 s (SN) - | Arbitrage : Pierre Dehaen et Raphaël Rohwedder Juges de lignes :Maxime Laboulais et Nicolas Constantineau |
| Cowley           | Gardiens | Ylönen                      |                                                                                    | Arbitrage : Pierre Dehaen et Raphaël Rohwedder Juges de lignes :Maxime Laboulais et Nicolas Constantineau |
| 10 min           | Pénalités | 14 min                      |                                                                                    | Arbitrage : Pierre Dehaen et Raphaël Rohwedder Juges de lignes :Maxime Laboulais et Nicolas Constantineau |
| 34               | Tirs | 19                          |                                                                                    | Arbitrage : Pierre Dehaen et Raphaël Rohwedder Juges de lignes :Maxime Laboulais et Nicolas Constantineau |

| 18 mars 2024 | Cergy-Pontoise | 3-1 (1-0, 0-1, 2-0) | Angers | Aren'ice 2 998 spectateurs |

| Feuille de match | Feuille de match | Feuille de match | Feuille de match                   | Feuille de match                                                                                     |
| ---------------- | --- | ---------------- | ---------------------------------- | --- |
|                  | Barber (Hämäläinen, Goršānovs) — 13 min 51 s - Ģēģeris (Coulombe, Hämäläinen) — 52 min 34 s (SN) Ģēģeris — 58 min 17 s (CV) | 1-0 1-1 2-1 3-1  | - Manning (Llorca) — 37 min 25 s - | Arbitrage : Damien Bliek et Nicolas Barbez Juges de lignes : Joffrey Yssembourg et Clément Goncalves |
| Ylönen           | Gardiens | Cowley           |                                    | Arbitrage : Damien Bliek et Nicolas Barbez Juges de lignes : Joffrey Yssembourg et Clément Goncalves |
| 2 min            | Pénalités | 6 min            |                                    | Arbitrage : Damien Bliek et Nicolas Barbez Juges de lignes : Joffrey Yssembourg et Clément Goncalves |
| 25               | Tirs | 33               |                                    | Arbitrage : Damien Bliek et Nicolas Barbez Juges de lignes : Joffrey Yssembourg et Clément Goncalves |

##### Grenoble - Amiens: 4-0
| 8 mars 2024 | Grenoble | 5-3 (3-1, 2-1, 0-1) | Amiens | Patinoire Polesud 4 208 spectateurs |

| Feuille de match | Feuille de match | Feuille de match                | Feuille de match | Feuille de match                                                                                 |
| ---------------- | --- | ------------------------------- | --- | ------------------------------------------------------------------------------------------------ |
|                  | Rouhiainen (Treille, Farnier) — 1 min 21 s Bachelet (Aubin, Pivtsakine) — 4 min 53 s Rouhiainen (Bachelet) — 7 min 33 s - Pivtsakine (Treille, Lavoie) — 24 min 52 s Deschamps (Lioubimov, Fleury) — 28 min 7 s - | 1-0 2-0 3-0 3-1 4-1 5-1 5-2 5-3 | - Plagnat (Švanenbergs, Bergeron) — 18 min 35 s (SN) - Simonsen (Djemel, Niskala) — 34 min 35 s Švanenbergs (Plagnat, Bouchard) — 45 min 25 s | Arbitrage : Geoffrey Barcelo et Philippe Frossard Juges de lignes : Eric Briolat et Vincent Zede |
| Štěpánek         | Gardiens | Gilbert                         | | Arbitrage : Geoffrey Barcelo et Philippe Frossard Juges de lignes : Eric Briolat et Vincent Zede |
| 8 min            | Pénalités | 2 min                           | | Arbitrage : Geoffrey Barcelo et Philippe Frossard Juges de lignes : Eric Briolat et Vincent Zede |
| 35               | Tirs | 26                              | | Arbitrage : Geoffrey Barcelo et Philippe Frossard Juges de lignes : Eric Briolat et Vincent Zede |

| 9 mars 2024 | Grenoble | 5-1 (1-1, 3-0, 1-0) | Amiens | Patinoire Polesud 4 208 spectateurs |

| Feuille de match | Feuille de match | Feuille de match                    | Feuille de match                        | Feuille de match                                                                                         |
| ---------------- | --- | ----------------------------------- | --------------------------------------- | --- |
|                  | Treille (Lavoie, Farnier) — 7 min 22 s - Deschamps (Lioubimov, Fleury) — 20 min 9 s Farnier (Treille, Crinon) — 23 min 48 s A. Dair (Munoz, Rouhiainen) — 37 min 31 s Lioubimov (Deschamps, Lamarche) — 43 min 5 s | 1-0 1-1 2-1 3-1 4-1 5-1             | - Lehtonen (Maïa, Suire) — 7 min 44 s - | Arbitrage : Sébastien Levasseur et Geoffrey Barcelo Juges de lignes : Eric Briolat et Joffrey Yssembourg |
| Štěpánek         | Gardiens | Gilbert (40 min) Fouquerel (20 min) |                                         | Arbitrage : Sébastien Levasseur et Geoffrey Barcelo Juges de lignes : Eric Briolat et Joffrey Yssembourg |
| 11 min           | Pénalités | 15 min                              |                                         | Arbitrage : Sébastien Levasseur et Geoffrey Barcelo Juges de lignes : Eric Briolat et Joffrey Yssembourg |
| 32               | Tirs | 33                                  |                                         | Arbitrage : Sébastien Levasseur et Geoffrey Barcelo Juges de lignes : Eric Briolat et Joffrey Yssembourg |

| 12 mars 2024 | Amiens | 2-6 (2-2, 0-3, 0-1) | Grenoble | Coliseum 2 532 spectateurs |

| Feuille de match | Feuille de match                                                        | Feuille de match                | Feuille de match | Feuille de match                                                                                         |
| ---------------- | ----------------------------------------------------------------------- | ------------------------------- | --- | --- |
|                  | Bault (Mony) — 10 min 3 s - Bergeron (Boucher, Plagnat) — 18 min 45 s - | 1-0 1-1 1-2 2-2 2-3 2-4 2-5 2-6 | - Deschamps (Fleury, Lioubimov) — 10 min 18 s Aubin (Bachelet, Hardy) — 14 min 29 s - Rouhiainen (Aubin, A. Dair) — 30 min 51 s (SN) Aubin (Látal, Quattrone) — 35 min 59 s Lioubimov (Deschamps, Quattrone) — 38 min 10 s Treille (Lavoie, Fleury) — 53 min 59 s (SN) | Arbitrage : Adrien Ernecq et Raphaël Rohwedder Juges de lignes : Joffrey Yssembourg et Clément Goncalves |
| Fouquerel        | Gardiens                                                                | Štěpánek                        | | Arbitrage : Adrien Ernecq et Raphaël Rohwedder Juges de lignes : Joffrey Yssembourg et Clément Goncalves |
| 11 min           | Pénalités                                                               | 9 min                           | | Arbitrage : Adrien Ernecq et Raphaël Rohwedder Juges de lignes : Joffrey Yssembourg et Clément Goncalves |
| 19               | Tirs                                                                    | 46                              | | Arbitrage : Adrien Ernecq et Raphaël Rohwedder Juges de lignes : Joffrey Yssembourg et Clément Goncalves |

| 13 mars 2024 | Amiens | 2-3 (1-2, 0-0, 1-1) | Grenoble | Coliseum 2 348 spectateurs |

| Feuille de match | Feuille de match                                                                              | Feuille de match    | Feuille de match                                                                                                | Feuille de match                                                                                    |
| ---------------- | --------------------------------------------------------------------------------------------- | ------------------- | --- | --------------------------------------------------------------------------------------------------- |
|                  | - Djemel (Belharfi, Leclerc) — 18 min 27 s - Bergeron (Lehtonen, Bouchard) — 58 min 26 s (JS) | 0-1 0-2 1-2 1-3 2-3 | A. Dair — 1 min 44 s Lavoie (Farnier, Schmitt) — 3 min 47 s - Látal (Lioubimov, Deschamps) — 52 min 13 s (SN) - | Arbitrage : Damien Bliek et Adrien Ernecq Juges de lignes : Joffrey Yssembourg et Clément Goncalves |
| Gilbert          | Gardiens                                                                                      | Štěpánek            | | Arbitrage : Damien Bliek et Adrien Ernecq Juges de lignes : Joffrey Yssembourg et Clément Goncalves |
| 6 min            | Pénalités                                                                                     | 6 min               | | Arbitrage : Damien Bliek et Adrien Ernecq Juges de lignes : Joffrey Yssembourg et Clément Goncalves |
| 28               | Tirs                                                                                          | 24                  | | Arbitrage : Damien Bliek et Adrien Ernecq Juges de lignes : Joffrey Yssembourg et Clément Goncalves |

##### Bordeaux - Marseille: 4-3
| 8 mars 2024 | Bordeaux | 5-2 (4-1, 0-1, 1-0) | Marseille | Patinoire de Mériadeck 3 312 spectateurs |

| Feuille de match | Feuille de match | Feuille de match            | Feuille de match                                                                       | Feuille de match                                                                                    |
| ---------------- | --- | --------------------------- | -------------------------------------------------------------------------------------- | --------------------------------------------------------------------------------------------------- |
|                  | - Polcs (Bruche, Mahieu) — 8 min 33 s Poudrier (Salonen, Carry) — 12 min 4 s Jevpalovs (Carry, Prissaint) — 15 min Matima (Jevpalovs, Valtonen) — 15 min 11 s - Spinozzi (Carry, Salonen) — 51 min 48 s | 0-1 1-1 2-1 3-1 4-1 4-2 5-2 | Leroux (Ten Braak, Da Costa) — 4 min 14 s - Cirgues (Siraudin, Dvořák) — 26 min 49 s - | Arbitrage : Nicolas Cregut et Joris Barcelo Juges de lignes : Johan Fauvel et Nicolas Constantineau |
| Papillon         | Gardiens | Čiliak                      |                                                                                        | Arbitrage : Nicolas Cregut et Joris Barcelo Juges de lignes : Johan Fauvel et Nicolas Constantineau |
| 0 min            | Pénalités | 4 min                       |                                                                                        | Arbitrage : Nicolas Cregut et Joris Barcelo Juges de lignes : Johan Fauvel et Nicolas Constantineau |
| 39               | Tirs | 26                          |                                                                                        | Arbitrage : Nicolas Cregut et Joris Barcelo Juges de lignes : Johan Fauvel et Nicolas Constantineau |

| 9 mars 2024 | Bordeaux | 1-2 (0-0, 1-2, 0-0) | Marseille | Patinoire de Mériadeck 3 312 spectateurs |

| Feuille de match | Feuille de match                            | Feuille de match | Feuille de match                                              | Feuille de match                                                                                    |
| ---------------- | ------------------------------------------- | ---------------- | ------------------------------------------------------------- | --------------------------------------------------------------------------------------------------- |
|                  | - Carry (Dusseau, Poudrier) — 29 min 50 s - | 0-1 1-1 1-2      | Colombin — 27 min 31 s - Siraudin (Dvořák, Morillon) — 31 min | Arbitrage : Nicolas Cregut et Joris Barcelo Juges de lignes : Johan Fauvel et Nicolas Constantineau |
| Papillon         | Gardiens                                    | Čiliak           |                                                               | Arbitrage : Nicolas Cregut et Joris Barcelo Juges de lignes : Johan Fauvel et Nicolas Constantineau |
| 8 min            | Pénalités                                   | 6 min            |                                                               | Arbitrage : Nicolas Cregut et Joris Barcelo Juges de lignes : Johan Fauvel et Nicolas Constantineau |
| 36               | Tirs                                        | 32               |                                                               | Arbitrage : Nicolas Cregut et Joris Barcelo Juges de lignes : Johan Fauvel et Nicolas Constantineau |

| 12 mars 2024 | Marseille | 2-5 (1-1, 0-2, 1-2) | Bordeaux | Palais omnisports Marseille Grand Est 4 801 spectateurs |

| Feuille de match | Feuille de match                                                               | Feuille de match            | Feuille de match | Feuille de match                                                                       |
| ---------------- | ------------------------------------------------------------------------------ | --------------------------- | --- | -------------------------------------------------------------------------------------- |
|                  | Dvořák (Kaļķis, Ruel) — 11 min 2 s - Parran (Dufek, Stoliarov) — 51 min 15 s - | 1-0 1-1 1-2 1-3 1-4 2-4 2-5 | - Matima (Jevpalovs, Valtonen) — 19 min 25 s Guillaume (Carry, Legault) — 24 min 15 s Polcs (Prissaint, Mahieu) — 35 min 4 s Spinozzi (Jevpalovs, Valtonen) — 44 min 58 s - Legault (Poudrier) — 59 min 58 s (CV) | Arbitrage : Yann Furet et Pierre Dehaen Juges de lignes : Vincent Zede et Eric Briolat |
| Čiliak           | Gardiens                                                                       | Papillon                    | | Arbitrage : Yann Furet et Pierre Dehaen Juges de lignes : Vincent Zede et Eric Briolat |
| 6 min            | Pénalités                                                                      | 4 min                       | | Arbitrage : Yann Furet et Pierre Dehaen Juges de lignes : Vincent Zede et Eric Briolat |
| 31               | Tirs                                                                           | 25                          | | Arbitrage : Yann Furet et Pierre Dehaen Juges de lignes : Vincent Zede et Eric Briolat |

| 13 mars 2024 | Marseille | 3-1 (0-1, 1-0, 2-0) | Bordeaux | Palais omnisports Marseille Grand Est 4 068 spectateurs |

| Feuille de match | Feuille de match                                                                                         | Feuille de match | Feuille de match                                  | Feuille de match                                                                       |
| ---------------- | --- | ---------------- | ------------------------------------------------- | -------------------------------------------------------------------------------------- |
|                  | - Morillon — 31 min 36 s Dufek (Machač, Stoliarov) — 55 min 38 s Kadlec (Åslin, Ruel) — 57 min 54 s (SN) | 0-1 1-1 2-1 3-1  | Salonen (Legault, Jevpalovs) — 15 min 23 s (SN) - | Arbitrage : Yann Furet et Pierre Dehaen Juges de lignes : Vincent Zede et Eric Briolat |
| Čiliak           | Gardiens                                                                                                 | Papillon         |                                                   | Arbitrage : Yann Furet et Pierre Dehaen Juges de lignes : Vincent Zede et Eric Briolat |
| 24 min           | Pénalités                                                                                                | 13 min           |                                                   | Arbitrage : Yann Furet et Pierre Dehaen Juges de lignes : Vincent Zede et Eric Briolat |
| 24               | Tirs | 30               |                                                   | Arbitrage : Yann Furet et Pierre Dehaen Juges de lignes : Vincent Zede et Eric Briolat |

| 16 mars 2024 | Bordeaux | 2-3 (TB) (1-0, 1-2, 0-0, 0-0, 0-1) | Marseille | Patinoire de Mériadeck 3 312 spectateurs |

| Feuille de match | Feuille de match                                                                              | Feuille de match    | Feuille de match                                                                                           | Feuille de match                                                                                     |
| ---------------- | --------------------------------------------------------------------------------------------- | ------------------- | --- | --- |
|                  | Spinozzi (Carry, Papillon) — 11 min 48 s - Poudrier (Valtonen, Spinozzi) — 28 min 19 s (SN) - | 1-0 1-1 2-1 2-2 2-3 | - Da Costa (Kaļķis, Åslin) — 22 min 32 s - Leroux (Colombin, Roussel) — 30 min 44 s Da Costa — 70 min (TB) | Arbitrage : Damien Bliek et Nicolas Barbez Juges de lignes : Clément Goncalves et Joffrey Yssembourg |
| Papillon         | Gardiens                                                                                      | Čiliak              | | Arbitrage : Damien Bliek et Nicolas Barbez Juges de lignes : Clément Goncalves et Joffrey Yssembourg |
| 9 min            | Pénalités                                                                                     | 6 min               | | Arbitrage : Damien Bliek et Nicolas Barbez Juges de lignes : Clément Goncalves et Joffrey Yssembourg |
| 43               | Tirs                                                                                          | 21                  | | Arbitrage : Damien Bliek et Nicolas Barbez Juges de lignes : Clément Goncalves et Joffrey Yssembourg |

| 18 mars 2024 | Marseille | 0-4 (0-1, 0-1, 0-2) | Bordeaux | Palais omnisports Marseille Grand Est 5 576 spectateurs |

| Feuille de match | Feuille de match | Feuille de match | Feuille de match | Feuille de match                                                                                          |
| ---------------- | ---------------- | ---------------- | --- | --- |
|                  | -                | 0-1 0-2 0-3 0-4  | Carry (Legault, Jevpalovs) — 15 min 52 s (SN) Carry — 28 min 19 s Valtonen (Spinozzi, Polcs) — 47 min 21 s Jevpalovs (Polodian, Bruche) — 49 min 9 s | Arbitrage : Geoffroy Barcelo et Nicolas Cregut Juges de lignes : Quentin Ugolini et Nicolas Constantineau |
| Čiliak           | Gardiens         | Papillon         | | Arbitrage : Geoffroy Barcelo et Nicolas Cregut Juges de lignes : Quentin Ugolini et Nicolas Constantineau |
| 8 min            | Pénalités        | 2 min            | | Arbitrage : Geoffroy Barcelo et Nicolas Cregut Juges de lignes : Quentin Ugolini et Nicolas Constantineau |
| 24               | Tirs             | 26               | | Arbitrage : Geoffroy Barcelo et Nicolas Cregut Juges de lignes : Quentin Ugolini et Nicolas Constantineau |

| 20 mars 2024 | Bordeaux | 2-1 (pr) (0-0, 0-1, 1-0, 1-0) | Marseille | Patinoire de Mériadeck 3 312 spectateurs |

| Feuille de match | Feuille de match                                             | Feuille de match                          | Feuille de match                      | Feuille de match                                                                                         |
| ---------------- | ------------------------------------------------------------ | ----------------------------------------- | ------------------------------------- | --- |
|                  | - Spinozzi (Bruche, Guillaume) — 56 min 2 s Legault — 68 min | 0-1 1-1 2-1                               | Kadlec (Åslin, Kaļķis) — 31 min 4 s - | Arbitrage : Geoffroy Barcelo et Pierre Dehaen Juges de lignes : Quentin Ugolini et Nicolas Constantineau |
| Papillon         | Gardiens                                                     | Čiliak (58 min 34 s) Gourdin (9 min 26 s) |                                       | Arbitrage : Geoffroy Barcelo et Pierre Dehaen Juges de lignes : Quentin Ugolini et Nicolas Constantineau |
| 0 min            | Pénalités                                                    | 4 min                                     |                                       | Arbitrage : Geoffroy Barcelo et Pierre Dehaen Juges de lignes : Quentin Ugolini et Nicolas Constantineau |
| 39               | Tirs                                                         | 27                                        |                                       | Arbitrage : Geoffroy Barcelo et Pierre Dehaen Juges de lignes : Quentin Ugolini et Nicolas Constantineau |

#### Demi-finales
Les demi-finales ont lieu du 22 mars au 30 mars 2024.

##### Rouen - Cergy-Pontoise: 4-0
| 22 mars 2024 | Rouen | 7-2 (2-2, 2-0, 3-0) | Cergy-Pontoise | L'Île Lacroix 3 029 spectateurs |

| Feuille de match | Feuille de match | Feuille de match | Feuille de match                                                                        | Feuille de match                                                                               |
| ---------------- | --- | ---------------- | --------------------------------------------------------------------------------------- | ---------------------------------------------------------------------------------------------- |
|                  | Tomasino (Cantagallo, Chakiachvili) — 10 min 32 s - Flick (Lampérier, Vīgners) — 17 min 42 s - Mallet (Rech, Vīgners) — 22 min 55 s (SN) Yeo (Haščák, Bedin) — 25 min 45 s Rech — 44 min 22 s Tomasino (Haščák, Perron) — 58 min 10 s (SN) Sotnieks (Vīgners, Pintarič) — 58 min 40 s | 1-0 1-1 2-1 2-2  | - Petit (Perrenoud, Gueurif) — 10 min 43 s - Coulombe (Crozier, Limtong) — 18 min 6 s - | Arbitrage : Nicolas Cregut et Julien Peyre Juges de lignes : Maxime Laboulais et Cyril Debuche |
| Pintarič         | Gardiens | Ylönen           |                                                                                         | Arbitrage : Nicolas Cregut et Julien Peyre Juges de lignes : Maxime Laboulais et Cyril Debuche |
| 0 min            | Pénalités | 6 min            |                                                                                         | Arbitrage : Nicolas Cregut et Julien Peyre Juges de lignes : Maxime Laboulais et Cyril Debuche |
| 45               | Tirs | 40               |                                                                                         | Arbitrage : Nicolas Cregut et Julien Peyre Juges de lignes : Maxime Laboulais et Cyril Debuche |

| 23 mars 2024 | Rouen | 5-2 (3-0, 1-1, 1-1) | Cergy-Pontoise | L'Île Lacroix 3 029 spectateurs |

| Feuille de match | Feuille de match | Feuille de match                          | Feuille de match                                                                                | Feuille de match                                                                             |
| ---------------- | --- | ----------------------------------------- | ----------------------------------------------------------------------------------------------- | -------------------------------------------------------------------------------------------- |
|                  | Boivin (Mallet, Perron) — 8 min 31 s Mallet — 10 min 21 s (IN) Bedin (Haščák, Perret) — 17 min 1 s Haščák (Bedin, Perret) — 24 min 54 s - Perron (Haščák, Yeo) — 50 min 47 s - | 1-0 2-0 3-0                               | - Ģēģeris (Coulombe, Hämäläinen) — 31 min 31 s (SN) - Torrel (Hämäläinen, Barber) — 57 min 44 s | Arbitrage : Pierre Dehaen et Adrien Ernecq Juges de lignes : Thomas Simon et Quentin Ugolini |
| Pintarič         | Gardiens | Ylönen (24 min 54 s) Richard (35 min 6 s) |                                                                                                 | Arbitrage : Pierre Dehaen et Adrien Ernecq Juges de lignes : Thomas Simon et Quentin Ugolini |
| 6 min            | Pénalités | 2 min                                     |                                                                                                 | Arbitrage : Pierre Dehaen et Adrien Ernecq Juges de lignes : Thomas Simon et Quentin Ugolini |
| 35               | Tirs | 28                                        |                                                                                                 | Arbitrage : Pierre Dehaen et Adrien Ernecq Juges de lignes : Thomas Simon et Quentin Ugolini |

| 26 mars 2024 | Cergy-Pontoise | 1-6 (1-2, 0-1, 0-3) | Rouen | Aren'ice 2 989 spectateurs |

| Feuille de match | Feuille de match                        | Feuille de match            | Feuille de match | Feuille de match                                                                                      |
| ---------------- | --------------------------------------- | --------------------------- | --- | --- |
|                  | Pardo (Faure, Perrenoud) — 3 min 42 s - | 1-0 1-1 1-2 1-3 1-4 1-5 1-6 | - Tomasino (Rech, Chakiachvili) — 6 min 2 s Rech (Villard, Tomasino) — 9 min 19 s Vīgners (Mallet, Boivin) — 37 min 44 s (SN) Chakiachvili (Bedin, Perret) — 50 min 7 s Vīgners (Cantagallo) — 55 min 5 s Boivin (Mallet, Chakiachvili) — 57 min 7 s | Arbitrage : Philippe Frossard et Geoffrey Barcelo Juges de lignes : Clement Goncalves et Vincent Zede |
| Ylönen           | Gardiens                                | Pintarič                    | | Arbitrage : Philippe Frossard et Geoffrey Barcelo Juges de lignes : Clement Goncalves et Vincent Zede |
| 2 min            | Pénalités                               | 6 min                       | | Arbitrage : Philippe Frossard et Geoffrey Barcelo Juges de lignes : Clement Goncalves et Vincent Zede |
| 34               | Tirs                                    | 33                          | | Arbitrage : Philippe Frossard et Geoffrey Barcelo Juges de lignes : Clement Goncalves et Vincent Zede |

| 27 mars 2024 | Cergy-Pontoise | 1-5 (0-3, 0-1, 1-1) | Rouen | Aren'ice 2 997 spectateurs |

| Feuille de match | Feuille de match                                  | Feuille de match        | Feuille de match | Feuille de match                                                                                        |
| ---------------- | ------------------------------------------------- | ----------------------- | --- | --- |
|                  | - Limtong (Crozier, Goršānovs) — 46 min 50 s (SN) | 0-1 0-2 0-3 0-4 0-5 1-5 | Vīgners (Mallet, Boivin) — 9 min 10 s (SN) Perron — 11 min 18 s Lampérier (Tomasino, Perron) — 17 min 13 s (SN) Sotnieks (Tomasino, Flick) — 26 min 22 s Nesa (Chakiachvili) — 46 min 2 s (IN) - | Arbitrage : Damien Bliek et Nicolas Barbez Juges de lignes :Joffrey Yssembourg et Nicolas Constantineau |
| Ylönen           | Gardiens                                          | Pintarič                | | Arbitrage : Damien Bliek et Nicolas Barbez Juges de lignes :Joffrey Yssembourg et Nicolas Constantineau |
| 13 min           | Pénalités                                         | 13 min                  | | Arbitrage : Damien Bliek et Nicolas Barbez Juges de lignes :Joffrey Yssembourg et Nicolas Constantineau |
| 28               | Tirs                                              | 31                      | | Arbitrage : Damien Bliek et Nicolas Barbez Juges de lignes :Joffrey Yssembourg et Nicolas Constantineau |

##### Grenoble - Bordeaux: 1-4
| 22 mars 2024 | Bordeaux | 3-2 (0-1, 2-0, 1-1) | Grenoble | Patinoire de Mériadeck 2 692 spectateurs |

| Feuille de match | Feuille de match | Feuille de match    | Feuille de match                                                            | Feuille de match                                                                                      |
| ---------------- | --- | ------------------- | --------------------------------------------------------------------------- | --- |
|                  | - Salonen (Carry, Pompei) — 27 min 29 s (SN) Pompei (Carry, Salonen) — 36 min 2 s (SN) Salonen (Jevpalovs, Pompei) — 42 min 12 s (SN) - | 0-1 1-1 2-1 3-1 3-2 | Fleury (Deschamps, Lioubimov) — 2 min 46 s - Bachelet (Crinon) — 52 min 2 s | Arbitrage : Philippe Frossard et Geoffrey Barcelo Juges de lignes : Vincent Zede et Clément Goncalves |
| Bodin            | Gardiens | Garnier             |                                                                             | Arbitrage : Philippe Frossard et Geoffrey Barcelo Juges de lignes : Vincent Zede et Clément Goncalves |
| 10 min           | Pénalités | 6 min               |                                                                             | Arbitrage : Philippe Frossard et Geoffrey Barcelo Juges de lignes : Vincent Zede et Clément Goncalves |
| 29               | Tirs | 59                  |                                                                             | Arbitrage : Philippe Frossard et Geoffrey Barcelo Juges de lignes : Vincent Zede et Clément Goncalves |

| 23 mars 2024 | Bordeaux | 3-1 (1-0, 0-1, 2-0) | Grenoble | Patinoire de Mériadeck 3 312 spectateurs |

| Feuille de match | Feuille de match | Feuille de match | Feuille de match                 | Feuille de match                                                                                         |
| ---------------- | --- | ---------------- | -------------------------------- | --- |
|                  | Legault (Matima, Poudrier) — 6 min 20 s (SN) - Prissaint (Guillaume) — 47 min 47 s Jevpalovs (Poudrier) — 59 min 27 s (CV) | 1-0 1-1 2-1 3-1  | - Hardy (Fleury) — 26 min 44 s - | Arbitrage : Damien Bliek et Nicolas Barbez Juges de lignes : Joffrey Yssembourg et Nicolas Constantineau |
| Papillon         | Gardiens | Garnier          |                                  | Arbitrage : Damien Bliek et Nicolas Barbez Juges de lignes : Joffrey Yssembourg et Nicolas Constantineau |
| 4 min            | Pénalités | 6 min            |                                  | Arbitrage : Damien Bliek et Nicolas Barbez Juges de lignes : Joffrey Yssembourg et Nicolas Constantineau |
| 32               | Tirs | 35               |                                  | Arbitrage : Damien Bliek et Nicolas Barbez Juges de lignes : Joffrey Yssembourg et Nicolas Constantineau |

| 26 mars 2024 | Grenoble | 4-2 (0-2, 2-0, 2-0) | Bordeaux | Patinoire Polesud 4 208 spectateurs |

| Feuille de match | Feuille de match | Feuille de match        | Feuille de match                                                                  | Feuille de match                                                                               |
| ---------------- | --- | ----------------------- | --------------------------------------------------------------------------------- | ---------------------------------------------------------------------------------------------- |
|                  | - Fleury (Deschamps, Lavoie) — 33 min 6 s (SN) Rouhiainen (Fleury, Treille) — 36 min 35 s Farnier (Bachelet, Lavoie) — 44 min 33 s Farnier (Hardy) — 47 min 26 s | 0-1 0-2 1-2 2-2 3-2 4-2 | Spinozzi (Pompei, Salonen) — 6 min 29 s Prissaint (Bruche, Carry) — 14 min 39 s - | Arbitrage : Nicolas Cregut et Julien Peyre Juges de lignes : Maxime Laboulais et Cyril Debuche |
| Garnier          | Gardiens | Papillon                |                                                                                   | Arbitrage : Nicolas Cregut et Julien Peyre Juges de lignes : Maxime Laboulais et Cyril Debuche |
| 6 min            | Pénalités | 6 min                   |                                                                                   | Arbitrage : Nicolas Cregut et Julien Peyre Juges de lignes : Maxime Laboulais et Cyril Debuche |
| 31               | Tirs | 23                      |                                                                                   | Arbitrage : Nicolas Cregut et Julien Peyre Juges de lignes : Maxime Laboulais et Cyril Debuche |

| 27 mars 2024 | Grenoble | 3-4 (0-1, 2-2, 1-1) | Bordeaux | Patinoire Polesud 4 208 spectateurs |

| Feuille de match | Feuille de match | Feuille de match            | Feuille de match | Feuille de match                                                                             |
| ---------------- | --- | --------------------------- | --- | -------------------------------------------------------------------------------------------- |
|                  | - A. Dair (F. Dair, Hardy) — 23 min 30 s Onno (Látal, Aubin) — 25 min 35 s - Lamarche (Hardy, Lavoie) — 54 min 24 s | 0-1 1-1 2-1 2-2 2-3 2-4 3-4 | Matima (Legault, Spinozzi) — 17 min 1 s (SN) - Salonen (Pompei, Prissaint) — 31 min 39 s Bruche (Matima, Polcs) — 36 min 13 s Mahieu (Legault) — 43 min 23 s - | Arbitrage : Adrien Ernecq et Pierre Dehaen Juges de lignes : Quentin Ugolini et Thomas Simon |
| Garnier          | Gardiens | Papillon                    | | Arbitrage : Adrien Ernecq et Pierre Dehaen Juges de lignes : Quentin Ugolini et Thomas Simon |
| 8 min            | Pénalités | 10 min                      | | Arbitrage : Adrien Ernecq et Pierre Dehaen Juges de lignes : Quentin Ugolini et Thomas Simon |
| 44               | Tirs | 18                          | | Arbitrage : Adrien Ernecq et Pierre Dehaen Juges de lignes : Quentin Ugolini et Thomas Simon |

| 30 mars 2024 | Grenoble | 3-4 (0-1, 2-1, 1-2) | Bordeaux | Patinoire Polesud 4 208 spectateurs |

| Feuille de match | Feuille de match                                                                                   | Feuille de match            | Feuille de match | Feuille de match                                                                                         |
| ---------------- | -------------------------------------------------------------------------------------------------- | --------------------------- | --- | --- |
|                  | - Fleury (Deschamps) — 24 min 34 s (SN) - Látal (Crinon) — 36 min 45 s - Hardy (Lavoie) — 45 min - | 0-1 1-1 1-2 2-2 2-3 3-3 3-4 | Spinozzi (Polcs) — 4 min 58 s - Rambelo (Kauppila, Matima) — 26 min 8 s - Pompei (Carry, Salonen) — 43 min 18 s - Spinozzi (Carry, Salonen) — 45 min 32 s | Arbitrage : Damien Bliek et Nicolas Barbez Juges de lignes : Nicolas Constantineau et Joffrey Yssembourg |
| Štěpánek         | Gardiens                                                                                           | Papillon                    | | Arbitrage : Damien Bliek et Nicolas Barbez Juges de lignes : Nicolas Constantineau et Joffrey Yssembourg |
| 12 min           | Pénalités                                                                                          | 4 min                       | | Arbitrage : Damien Bliek et Nicolas Barbez Juges de lignes : Nicolas Constantineau et Joffrey Yssembourg |
| 36               | Tirs                                                                                               | 21                          | | Arbitrage : Damien Bliek et Nicolas Barbez Juges de lignes : Nicolas Constantineau et Joffrey Yssembourg |

#### Finale
La finale a lieu du 5 au 17 avril 2024.
| 5 avril 2024 | Rouen | 2-3 (1-2, 1-0, 0-1) | Bordeaux | L'Île Lacroix 3 029 spectateurs |

| Feuille de match | Feuille de match                                                                                     | Feuille de match    | Feuille de match | Feuille de match                                                                                          |
| ---------------- | --- | ------------------- | --- | --- |
|                  | - Vīgners (Chakiachvili, Kytnár) — 6 min 47 s - Chakiachvili (Tomasino, Perron) — 23 min 20 s (SN) - | 0-1 1-1 1-2 2-2 2-3 | Spinozzi (Pompei, Prissaint) — 6 min 30 s - Guillaume (Prissaint, Legault) — 13 min 11 s - Salonen (Prissaint, Guillaume) — 55 min 52 s | Arbitrage : Nicolas Cregut et Adrien Ernecq Juges de lignes : Joffrey Yssembourg et Nicolas Constantineau |
| Pintarič         | Gardiens                                                                                             | Papillon            | | Arbitrage : Nicolas Cregut et Adrien Ernecq Juges de lignes : Joffrey Yssembourg et Nicolas Constantineau |
| 6 min            | Pénalités                                                                                            | 4 min               | | Arbitrage : Nicolas Cregut et Adrien Ernecq Juges de lignes : Joffrey Yssembourg et Nicolas Constantineau |
| 28               | Tirs                                                                                                 | 28                  | | Arbitrage : Nicolas Cregut et Adrien Ernecq Juges de lignes : Joffrey Yssembourg et Nicolas Constantineau |

| 6 avril 2024 | Rouen | 2-4 (0-2, 1-1, 1-1) | Bordeaux | L'Île Lacroix 3 029 spectateurs |

| Feuille de match | Feuille de match                                                                        | Feuille de match        | Feuille de match | Feuille de match                                                                                 |
| ---------------- | --------------------------------------------------------------------------------------- | ----------------------- | --- | ------------------------------------------------------------------------------------------------ |
|                  | - Vīgners (Kytnár, Guimond) — 22 min 59 s - Rech (Boivin, Guimond) — 49 min 12 s (SN) - | 0-1 0-2 1-2 1-3 2-3 2-4 | Poudrier (Prissaint, Valtonen) — 10 min 43 s Legault (Poudrier, Matima) — 17 min 22 s (SN) - Jevpalovs (Valtonen, Dusseau) — 33 min 56 s - Jevpalovs (Valtonen) — 59 min 23 s (CV) | Arbitrage : Pierre Dehaen et Geoffrey Barcelo Juges de lignes : Cyril Debuche et Quentin Ugolini |
| Pintarič         | Gardiens                                                                                | Papillon                | | Arbitrage : Pierre Dehaen et Geoffrey Barcelo Juges de lignes : Cyril Debuche et Quentin Ugolini |
| 6 min            | Pénalités                                                                               | 10 min                  | | Arbitrage : Pierre Dehaen et Geoffrey Barcelo Juges de lignes : Cyril Debuche et Quentin Ugolini |
| 47               | Tirs                                                                                    | 33                      | | Arbitrage : Pierre Dehaen et Geoffrey Barcelo Juges de lignes : Cyril Debuche et Quentin Ugolini |

| 9 avril 2024 | Bordeaux | 3-6 (0-3, 2-1, 1-2) | Rouen | Patinoire de Mériadeck 3 312 spectateurs |

| Feuille de match | Feuille de match | Feuille de match                    | Feuille de match | Feuille de match                                                                                          |
| ---------------- | --- | ----------------------------------- | --- | --- |
|                  | - Spinozzi (Polodian, Bruche) — 30 min - Lemaitre (Polcs, Mahieu) — 38 min 44 s - Valtonen (Poudrier, Polcs) — 55 min 11 s (SN) - | 0-1 0-2 0-3 1-3 1-4 2-4 2-5 3-5 3-6 | Rech (Guimond, Goncalves Nivelais) — 2 min 15 s Yeo (Vīgners, Kytnár) — 3 min 9 s Perret (Chakiachvili, Perron) — 6 min 27 s - Tomasino (Chakiachvili, Perron) — 35 min 3 s (SN) - Tomasino (Chakiachvili, Hervé) — 45 min 41 s - Tomasino (Rech, Pintarič) — 59 min 43 s (CV) | Arbitrage : Adrien Ernecq et Nicolas Cregut Juges de lignes : Nicolas Constantineau et Joffrey Yssembourg |
| Papillon         | Gardiens | Pintarič                            | | Arbitrage : Adrien Ernecq et Nicolas Cregut Juges de lignes : Nicolas Constantineau et Joffrey Yssembourg |
| 8 min            | Pénalités | 6 min                               | | Arbitrage : Adrien Ernecq et Nicolas Cregut Juges de lignes : Nicolas Constantineau et Joffrey Yssembourg |
| 39               | Tirs | 39                                  | | Arbitrage : Adrien Ernecq et Nicolas Cregut Juges de lignes : Nicolas Constantineau et Joffrey Yssembourg |

| 10 avril 2024 | Bordeaux | 1-2 (pr) (0-0, 0-1, 1-0, 0-1) | Rouen | Patinoire de Mériadeck 3 312 spectateurs |

| Feuille de match | Feuille de match                                  | Feuille de match | Feuille de match                                                                | Feuille de match                                                                                 |
| ---------------- | ------------------------------------------------- | ---------------- | ------------------------------------------------------------------------------- | ------------------------------------------------------------------------------------------------ |
|                  | - Valtonen (Polcs, Poudrier) — 57 min 29 s (SN) - | 0-1 1-1 1-2      | Hervé (Rech, Tomasino) — 29 min 37 s - Rech (Chakiachvili, Hervé) — 64 min 15 s | Arbitrage : Geoffrey Barcelo et Pierre Dehaen Juges de lignes : Quentin Ugolini et Cyril Debuche |
| Papillon         | Gardiens                                          | Pintarič         |                                                                                 | Arbitrage : Geoffrey Barcelo et Pierre Dehaen Juges de lignes : Quentin Ugolini et Cyril Debuche |
| 4 min            | Pénalités                                         | 10 min           |                                                                                 | Arbitrage : Geoffrey Barcelo et Pierre Dehaen Juges de lignes : Quentin Ugolini et Cyril Debuche |
| 29               | Tirs                                              | 38               |                                                                                 | Arbitrage : Geoffrey Barcelo et Pierre Dehaen Juges de lignes : Quentin Ugolini et Cyril Debuche |

| 13 avril 2024 | Rouen | 5-3 (2-0, 1-2, 2-1) | Bordeaux | L'Île Lacroix 3 029 spectateurs |

| Feuille de match | Feuille de match | Feuille de match                | Feuille de match                                                                                | Feuille de match                                                                                          |
| ---------------- | --- | ------------------------------- | ----------------------------------------------------------------------------------------------- | --- |
|                  | Lampérier (Chakiachvili, Cantagallo) — 19 s Perron (Boivin, Kristensen) — 8 min 54 s Cantagallo (Perron) — 26 min 26 s - Rech (Mallet, Perron) — 58 min 28 s (CV) - Cantagallo (Kytnár) — 59 min 52 s (CV) | 1-0 2-0 3-0 3-1 3-2 4-2 4-3 5-3 | - Poudrier — 30 min 39 s Pompei (Kauppila, Salonen) — 38 min 20 s (SN) - Dusseau — 59 min 8 s - | Arbitrage : Adrien Ernecq et Nicolas Cregut Juges de lignes : Joffrey Yssembourg et Nicolas Constantineau |
| Pintarič         | Gardiens | Papillon                        |                                                                                                 | Arbitrage : Adrien Ernecq et Nicolas Cregut Juges de lignes : Joffrey Yssembourg et Nicolas Constantineau |
| 6 min            | Pénalités | 0 min                           |                                                                                                 | Arbitrage : Adrien Ernecq et Nicolas Cregut Juges de lignes : Joffrey Yssembourg et Nicolas Constantineau |
| 27               | Tirs | 37                              |                                                                                                 | Arbitrage : Adrien Ernecq et Nicolas Cregut Juges de lignes : Joffrey Yssembourg et Nicolas Constantineau |

| 15 avril 2024 | Bordeaux | 2-3 (pr) (0-0, 1-2, 1-0, 0-1) | Rouen | Patinoire de Mériadeck 3 312 spectateurs |

| Feuille de match | Feuille de match                                                                             | Feuille de match | Feuille de match | Feuille de match                                                                                 |
| ---------------- | -------------------------------------------------------------------------------------------- | ---------------- | --- | ------------------------------------------------------------------------------------------------ |
|                  | - Spinozzi (Jevpalovs, Poudrier) — 29 min 20 s Valtonen (Spinozzi, Lemaitre) — 43 min 16 s - | 0-1 0-2 1-2 2-2  | Tomasino (Goncalves Nivelais, Hervé) — 21 min 44 s Kytnár — 24 min 17 s (SN) - Boivin (Perron, Guimond) — 66 min 55 s | Arbitrage : Pierre Dehaen et Geoffrey Barcelo Juges de lignes : Cyril Debuche et Quentin Ugolini |
| Papillon         | Gardiens                                                                                     | Pintarič         | | Arbitrage : Pierre Dehaen et Geoffrey Barcelo Juges de lignes : Cyril Debuche et Quentin Ugolini |
| 6 min            | Pénalités                                                                                    | 2 min            | | Arbitrage : Pierre Dehaen et Geoffrey Barcelo Juges de lignes : Cyril Debuche et Quentin Ugolini |
| 33               | Tirs                                                                                         | 49               | | Arbitrage : Pierre Dehaen et Geoffrey Barcelo Juges de lignes : Cyril Debuche et Quentin Ugolini |

#### Poule de maintien
Les quatre derniers de la saison régulière s'affrontent dans une poule de relégation sous le format d'un mini-championnat en matches aller-retour à l'issue duquel le dernier est relégué en Division 1. Tous les points acquis en saison régulière sont conservés.

##### Résultats
Le score de l'équipe à domicile, située dans la colonne de gauche, est inscrit en premier.
| Bilan de la poule de maintien | AGL | BRI | CHA | GAP |
| Anglet                        |     | 5-1 | 4-6 | 4-3 |
| Briançon                      | 6-3 |     | 1-2 | 4-5 |
| Chamonix                      | 2-5 | 1-5 |     | 4-1 |
| Gap                           | 3-5 | 5-3 | 6-3 |     |

Pr. : Prolongation    -    TF : Tirs de fusillade

##### Classement
| Clt   | Équipe   | PJ | V | VP | D | DP | BP | BC | Diff | Pts     |
| ----- | -------- | -- | - | -- | - | -- | -- | -- | ---- | ------- |
| +009, | Chamonix | 6  | 3 | 0  | 3 | 0  | 18 | 22 | -4   | 60 (9)  |
| +010, | Anglet   | 6  | 4 | 0  | 2 | 0  | 26 | 21 | +5   | 52 (12) |
| +011, | Gap      | 6  | 3 | 0  | 3 | 0  | 23 | 23 | +0   | 45 (9)  |
| +012, | Briançon | 6  | 2 | 0  | 4 | 0  | 20 | 21 | -1   | 45 (6)  |

- relégué en Division 1

- Nota concernant les points : Le nombre de points indiqué correspond au cumul de points entre la saison régulière et la phase de relégation. Le nombre de points acquis en poule de maintien figure entre parenthèses.

## Division 1

### Équipes engagées
| \| Brest Caen Chambéry Cholet Dunkerque Épinal Meudon Mont-Blanc Morzine-Avoriaz Nantes Neuilly-sur-Marne Strasbourg Tours Valenciennes \| Localisation des clubs engagés dans le championnat de France de Division 1. · Tenant du titre |
| Brest Caen Chambéry Cholet Dunkerque Épinal Meudon Mont-Blanc Morzine-Avoriaz Nantes Neuilly-sur-Marne Strasbourg Tours Valenciennes |

Les équipes engagées en Division 1 sont au nombre de 14.
| Club                           | Classement 2022-2023 | Entraîneur        | Patinoire                                      | Capacité théorique |
| ------------------------------ | -------------------- | ----------------- | ---------------------------------------------- | ------------------ |
| Wildcats d'Épinal              | 1er                  | Jan Plch          | Patinoire de Poissompré                        | 2 500              |
| Remparts de Tours              | 2e                   | Frank Spinozzi    | Patinoire de Tours                             | 2 316              |
| Corsaires de Dunkerque         | 3e                   | Jonathan Lafrance | Patinoire Michel-Raffoux                       | 1 400              |
| Drakkars de Caen               | 4e                   | Julien Guimard    | Patinoire de Caen la mer                       | 1 250              |
| Albatros de Brest              | 5e                   | Tommy Flinck      | Rïnkla Stadium                                 | 1 200              |
| Étoile noire de Strasbourg     | 6e                   | Daniel Bourdages  | Patinoire Iceberg                              | 2 400              |
| Dogs de Cholet                 | 7e                   | Julien Pihant     | Complexe sportif Glisséo                       | 1 200              |
| Bisons de Neuilly-sur-Marne    | 8e                   | Serge Forcier     | Patinoire municipale de Neuilly-sur-Marne      | 700                |
| Yétis du Mont-Blanc            | 9e                   | Rémi Peronnard    | Patinoire de Saint-Gervais Patinoire de Megève | 1 800 2 900        |
| Corsaires de Nantes            | 10e                  | Martin Lacroix    | Patinoire du Petit Port                        | 1 060              |
| Pingouins de Morzine-Avoriaz   | 12e                  | Anthony Mortas    | Škoda Arena                                    | 1 280              |
| Éléphants de Chambéry          | 13e                  | Pierre Bergeron   | Patinoire Buisson Rond                         | 1 200              |
| Comètes de Meudon              | 2e (Division 2)      | Kévin Arrault     | Patinoire de Meudon                            | 500                |
| Diables rouges de Valenciennes | 5e (Division 2)      | Romain Sadoine    | Patinoire Valigloo                             | 1500               |

Légende des couleurs
- Promu de Division 2 2022-2023

### Saison régulière
La saison régulière se joue du 7 octobre 2023 au 9 mars 2024. Les quatorze équipes sont réunies au sein d'une poule unique qui se joue en matchs aller-retour.
Les huit premiers se qualifient pour les séries éliminatoires, dont le vainqueur est promu en Synerglace Ligue Magnus, après validation par la CNSCG.

#### Résultats
Le score de l'équipe à domicile, située dans la colonne de gauche, est inscrit en premier.
| Résultats (dom.\ext.)                                              | BRE   | CAE   | CHM   | CHO   | DUN   | ÉPI   | MEU   | M-B   | MOR   | NAN   | NEU   | STR   | TRS   | VAC   |
| Albatros de Brest                                                  |       | 0-2   | 2-6   | 4-5   | 5-6Pr | 2-4   | 2-3   | 5-3   | 4-3   | 4-0   | 5-6TF | 1-4   | 7-6TF | 5-4   |
| Drakkars de Caen                                                   | 3-0   |       | 11-1  | 4-3TF | 4-2   | 2-3Pr | 3-4TF | 13-1  | 8-2   | 4-2   | 5-3   | 3-1   | 5-2   | 3-2TF |
| Éléphants de Chambéry                                              | 5-2   | 4-3   |       | 4-3TF | 5-6   | 4-8   | 3-2TF | 4-2   | 2-3   | 3-2   | 4-7   | 6-1   | 0-3   | 8-2   |
| Dogs de Cholet                                                     | 3-7   | 3-4TF | 1-4   |       | 1-3   | 3-0   | 2-6   | 6-4   | 6-5   | 4-5   | 2-1Pr | 4-5TF | 3-4   | 4-5Pr |
| Corsaires de Dunkerque                                             | 3-5   | 3-4Pr | 4-5Pr | 10-3  |       | 2-1Pr | 5-1   | 5-2   | 9-2   | 2-3   | 5-4Pr | 1-2   | 5-4Pr | 6-4   |
| Wildcats d'Épinal                                                  | 8-2   | 2-1   | 6-1   | 5-3   | 2-5   |       | 5-4Pr | 2-5   | 5-3   | 2-1TF | 2-1   | 6-5Pr | 7-4   | 7-2   |
| Comètes de Meudon                                                  | 4-5Pr | 3-2Pr | 0-5   | 3-8   | 1-4   | 7-3   |       | 3-2TF | 5-6TF | 2-5   | 3-6   | 3-4TF | 3-4TF | 5-2   |
| Yétis du Mont-Blanc                                                | 4-5TF | 4-5   | 5-1   | 1-9   | 4-2   | 3-4TF | 4-5Pr |       | 7-5   | 2-5   | 3-1   | 3-4Pr | 1-2Pr | 4-5Pr |
| Pingouins de Morzine-Avoriaz                                       | 2-3   | 4-6   | 0-3   | 1-6   | 3-6   | 1-4   | 5-10  | 7-2   |       | 3-11  | 4-3   | 2-5   | 1-4   | 1-6   |
| Corsaires de Nantes                                                | 10-0  | 5-0   | 5-1   | 5-2   | 5-3   | 7-0   | 2-3TF | 7-0   | 4-0   |       | 5-3   | 2-5   | 2-0   | 7-1   |
| Bisons de Neuilly-sur-Marne                                        | 6-1   | 2-1   | 6-3   | 5-2   | 1-8   | 4-5   | 3-4Pr | 4-3TF | 6-3   | 3-9   |       | 5-3   | 0-1   | 2-8   |
| Étoile noire de Strasbourg                                         | 8-4   | 2-3   | 2-1   | 1-6   | 3-4   | 5-1   | 8-1   | 4-2   | 4-0   | 0-2   | 3-4TF |       | 4-3Pr | 1-2   |
| Remparts de Tours                                                  | 6-1   | 2-4   | 0-1   | 2-3   | 4-3   | 3-4   | 5-2   | 0-4   | 11-4  | 1-2   | 6-5TF | 1-4   |       | 5-1   |
| Diables rouges de Valenciennes                                     | 2-3   | 5-6Pr | 3-0   | 3-4   | 1-7   | 0-1   | 5-8   | 2-3   | 6-5TF | 1-4   | 5-3   | 1-3   | 3-6   |       |
| - Victoire à domicile - Victoire à l'extérieur - Match non disputé |       |       |       |       |       |       |       |       |       |       |       |       |       |       |

Pr. : Prolongation    -    TF : Tirs de fusillade

#### Classement
Pour l'attribution des points, voir la section « Règlement » ci-dessus.
| Clt   | Équipe            | PJ | V  | VP | D  | DP | BP  | BC  | Diff | Pts     |
| ----- | ----------------- | -- | -- | -- | -- | -- | --- | --- | ---- | ------- |
| +001, | Nantes            | 26 | 20 | 0  | 4  | 2  | 117 | 49  | +68  | 56 (-6) |
| +002, | Caen              | 26 | 14 | 5  | 4  | 3  | 109 | 65  | +44  | 55      |
| +003, | Épinal            | 26 | 14 | 5  | 6  | 1  | 97  | 80  | +17  | 53      |
| +004, | Dunkerque         | 26 | 13 | 4  | 7  | 2  | 119 | 79  | +40  | 49      |
| +005, | Strasbourg        | 26 | 12 | 4  | 8  | 2  | 91  | 71  | +20  | 46      |
| +006, | Tours             | 26 | 10 | 3  | 10 | 3  | 89  | 79  | +10  | 39      |
| +007, | Chambéry          | 26 | 11 | 3  | 12 | 0  | 84  | 89  | -5   | 39      |
| +008, | Cholet            | 26 | 10 | 1  | 10 | 5  | 99  | 101 | -2   | 37      |
| +009, | Meudon            | 26 | 6  | 6  | 8  | 6  | 95  | 107 | -13  | 36      |
| +010, | Neuilly-sur-Marne | 26 | 8  | 3  | 11 | 4  | 94  | 103 | -9   | 34      |
| +011, | Brest             | 26 | 8  | 3  | 13 | 2  | 84  | 116 | -32  | 32      |
| +012, | Mont-Blanc        | 26 | 7  | 0  | 11 | 8  | 78  | 115 | -37  | 29      |
| +013, | Valenciennes      | 26 | 5  | 3  | 16 | 2  | 81  | 111 | -30  | 23      |
| +014, | Morzine-Avoriaz   | 26 | 3  | 1  | 21 | 1  | 75  | 146 | -71  | 12      |

- Qualifié pour les séries éliminatoires
- Dispute la phase de relégation

### Séries éliminatoires

#### Play-offs
Les séries éliminatoires se jouent du 16 mars 2024 au 21 avril 2024. Les 8 équipes les mieux classées à l'issue de la saison régulière sont qualifiées pour les quarts de finale des séries éliminatoires.
Chaque tour se dispute au meilleur des 5 matches. Le vainqueur de la finale est sacré champion de Division 1 et est promu en Ligue Magnus.
Les deux premiers sont joués chez l'équipe la mieux classée, les deux suivants chez la moins bien classée et le dernier chez la mieux classée.
|  |                            |                         |                        |                  |                  |                   |                         |     |     |              |              |              |              |                     |              |              |                     |     |        |        |        |        |        |        |        |  |
|  | Quarts de finale           | Quarts de finale        | Quarts de finale       | Quarts de finale | Quarts de finale | Quarts de finale  | Quarts de finale        |     |     | Demi-finales | Demi-finales | Demi-finales | Demi-finales | Demi-finales        | Demi-finales | Demi-finales |                     |     | Finale | Finale | Finale | Finale | Finale | Finale | Finale |  |
|  | 16 au 21 mars 2024         |                         |                        |                  |                  |                   |                         |     |     |              |              |              |              |                     |              |              |                     |     |        |        |        |        |        |        |        |  |
|  |                            |                         |                        |                  |                  |                   |                         |     |     |              |              |              |              |                     |              |              |                     |     |        |        |        |        |        |        |        |  |
|  | Corsaires de Nantes        | (1)                     | 5                      | 6                | 3                | 5                 |                         |     |     |              |              |              |              |                     |              |              |                     |     |        |        |        |        |        |        |        |  |
|  | Corsaires de Nantes        | (1)                     | 5                      | 6                | 3                | 5                 | 30 mars au 7 avril 2024 |     |     |              |              |              |              |                     |              |              |                     |     |        |        |        |        |        |        |        |  |
|  | Dogs de Cholet             | (8)                     | 2                      | 0                | 4                | 3                 |                         |     |     |              |              |              |              |                     |              |              |                     |     |        |        |        |        |        |        |        |  |
|  | Dogs de Cholet             | (8)                     | 2                      | 0                | 4                | 3                 | Corsaires de Nantes     | (1) | 0   | 4            | 7            | 4            |              |                     |              |              |                     |     |        |        |        |        |        |        |        |  |
|  | 16 au 24 mars 2024         |                         |                        |                  |                  |                   | Corsaires de Nantes     | (1) | 0   | 4            | 7            | 4            |              |                     |              |              |                     |     |        |        |        |        |        |        |        |  |
|  |                            |                         | Corsaires de Dunkerque | (4)              | 3                | 1                 | 5                       | 3   |     |              |              |              |              |                     |              |              |                     |     |        |        |        |        |        |        |        |  |
|  | Corsaires de Dunkerque     | (4)                     | Corsaires de Dunkerque | (4)              | 3                | 1                 | 5                       | 3   | 5   | 3            | 2            | 4            | 5            |                     |              |              |                     |     |        |        |        |        |        |        |        |  |
|  | Corsaires de Dunkerque     | (4)                     |                        |                  |                  |                   |                         |     | 5   | 3            | 2            | 4            | 5            | 13 au 21 avril 2024 |              |              |                     |     |        |        |        |        |        |        |        |  |
|  | Étoile noire de Strasbourg | (5)                     | 2                      | 5                | 3 P              | 1                 | 2                       |     |     |              |              |              |              |                     |              |              |                     |     |        |        |        |        |        |        |        |  |
|  | Étoile noire de Strasbourg | (5)                     | 2                      | 5                | 3 P              | 1                 | 2                       |     |     |              |              |              |              |                     |              |              | Corsaires de Nantes | (1) | 4      | 1      | 3      | 4 F    | 5      |        |        |  |
|  | 16 au 20 mars 2024         |                         |                        |                  |                  |                   |                         |     |     |              |              |              |              |                     |              |              | Corsaires de Nantes | (1) | 4      | 1      | 3      | 4 F    | 5      |        |        |  |
|  |                            | Éléphants de Chambéry   | (7)                    | 2                | 2                | 4 P               | 3                       | 2   |     |              |              |              |              |                     |              |              |                     |     |        |        |        |        |        |        |        |  |
|  | Wildcats d'Épinal          | Éléphants de Chambéry   | (7)                    | 2                | 2                | 4 P               | 3                       | 2   | (3) | 2            | 6            | 2            |              |                     |              |              |                     |     |        |        |        |        |        |        |        |  |
|  | Wildcats d'Épinal          | 30 mars au 7 avril 2024 |                        |                  |                  |                   |                         |     | (3) | 2            | 6            | 2            |              |                     |              |              |                     |     |        |        |        |        |        |        |        |  |
|  | Remparts de Tours          | (6)                     | 1                      | 0                | 0                |                   |                         |     |     |              |              |              |              |                     |              |              |                     |     |        |        |        |        |        |        |        |  |
|  | Remparts de Tours          | (6)                     | 1                      | 0                | 0                | Wildcats d'Épinal | (3)                     | 2   | 3 F | 0            | 3            |              |              |                     |              |              |                     |     |        |        |        |        |        |        |        |  |
|  | 16 au 21 mars 2024         |                         |                        |                  |                  | Wildcats d'Épinal | (3)                     | 2   | 3 F | 0            | 3            |              |              |                     |              |              |                     |     |        |        |        |        |        |        |        |  |
|  |                            |                         | Éléphants de Chambéry  | (7)              | 3                | 2                 | 4                       | 6   |     |              |              |              |              |                     |              |              |                     |     |        |        |        |        |        |        |        |  |
|  | Drakkars de Caen           | (2)                     | Éléphants de Chambéry  | (7)              | 3                | 2                 | 4                       | 6   | 1   | 3 P          | 2            | 1            |              |                     |              |              |                     |     |        |        |        |        |        |        |        |  |
|  | Drakkars de Caen           | (2)                     |                        |                  |                  |                   |                         |     | 1   | 3 P          | 2            | 1            |              |                     |              |              |                     |     |        |        |        |        |        |        |        |  |
|  | Éléphants de Chambéry      | (7)                     | 4                      | 2                | 3                | 3                 |                         |     |     |              |              |              |              |                     |              |              |                     |     |        |        |        |        |        |        |        |  |
|  | Éléphants de Chambéry      | (7)                     | 4                      | 2                | 3                | 3                 |                         |     |     |              |              |              |              |                     |              |              |                     |     |        |        |        |        |        |        |        |  |

##### Finale
| 13 avril 2024 | Nantes | 4-2 (1-1, 2-0, 1-1) | Chambéry | Patinoire du Petit Port 1 036 spectateurs |

| Feuille de match | Feuille de match | Feuille de match        | Feuille de match                                                                     | Feuille de match                                                                                   |
| ---------------- | --- | ----------------------- | ------------------------------------------------------------------------------------ | -------------------------------------------------------------------------------------------------- |
|                  | - Jacquier (Gibert, Marks) — 16 min 10 s (SN) André (Collin, Ardouin) — 22 min 40 s Lanvers (Williamson, Valier) — 34 min 48 s Collin (Luedtke, André) — 42 min 20 s - | 0-1 1-1 2-1 3-1 4-1 4-2 | Daneau (Mikkonen, Régis) — 5 min 53 s (SN) - Daneau (Reynaud, Besnier) — 43 min 32 s | Arbitrage : Alexandre Bourreau et Cyril Debuche Juges de lignes : Leevan Thiebault et Johan Fauvel |
| Luba             | Gardiens | Muise                   |                                                                                      | Arbitrage : Alexandre Bourreau et Cyril Debuche Juges de lignes : Leevan Thiebault et Johan Fauvel |
| 10 min           | Pénalités | 8 min                   |                                                                                      | Arbitrage : Alexandre Bourreau et Cyril Debuche Juges de lignes : Leevan Thiebault et Johan Fauvel |
| 45               | Tirs | 34                      |                                                                                      | Arbitrage : Alexandre Bourreau et Cyril Debuche Juges de lignes : Leevan Thiebault et Johan Fauvel |

| 14 avril 2024 | Nantes | 1-2 (0-0, 0-1, 1-1) | Chambéry | Patinoire du Petit Port 1 036 spectateurs |

| Feuille de match | Feuille de match                | Feuille de match | Feuille de match                                                                      | Feuille de match                                                                                   |
| ---------------- | ------------------------------- | ---------------- | ------------------------------------------------------------------------------------- | -------------------------------------------------------------------------------------------------- |
|                  | - Gibert (Valier) — 46 min 54 s | 0-1 0-2 1-2      | Nogaretto (Reynaud, Daneau) — 22 min 49 s Besnier (Mikkonen, Bélisle) — 43 min 39 s - | Arbitrage : Alexandre Bourreau et Jérémy Métais Juges de lignes : Leevan Thiebault et Johan Fauvel |
| Luba             | Gardiens                        | Muise            |                                                                                       | Arbitrage : Alexandre Bourreau et Jérémy Métais Juges de lignes : Leevan Thiebault et Johan Fauvel |
| 2 min            | Pénalités                       | 6 min            |                                                                                       | Arbitrage : Alexandre Bourreau et Jérémy Métais Juges de lignes : Leevan Thiebault et Johan Fauvel |
| 46               | Tirs                            | 37               |                                                                                       | Arbitrage : Alexandre Bourreau et Jérémy Métais Juges de lignes : Leevan Thiebault et Johan Fauvel |

| 17 avril 2024 | Chambéry | 4-3 (pr) (0-1, 2-1, 1-1, 1-0) | Nantes | Patinoire Buisson Rond 1 150 spectateurs |

| Feuille de match | Feuille de match | Feuille de match            | Feuille de match                                                                                   | Feuille de match                                                                                            |
| ---------------- | --- | --------------------------- | -------------------------------------------------------------------------------------------------- | --- |
|                  | - Fertin (Mikkonen, Bélisle) — 20 min 37 s - Mikkonen (Bélisle, Lesage) — 31 min 17 s - Daneau (Bélisle, Régis) — 53 min 21 s (SN) Despatie (McKinney, Mikkonen) — 61 min 50 s | 0-1 1-1 1-2 2-2 2-3 3-3 4-3 | Luedtke — 17 min 40 s - Auger (Lanvers, Lefebvre) — 27 min 57 s - Luedtke (Russell) — 41 min 5 s - | Arbitrage : Joris Barcelo et Clément Goncalves Juges de lignes : Viny Bergamelli et Yohann Creux-Beaugirard |
| Muise            | Gardiens | Luba                        | | Arbitrage : Joris Barcelo et Clément Goncalves Juges de lignes : Viny Bergamelli et Yohann Creux-Beaugirard |
| 10 min           | Pénalités | 6 min                       | | Arbitrage : Joris Barcelo et Clément Goncalves Juges de lignes : Viny Bergamelli et Yohann Creux-Beaugirard |
| 26               | Tirs | 41                          | | Arbitrage : Joris Barcelo et Clément Goncalves Juges de lignes : Viny Bergamelli et Yohann Creux-Beaugirard |

| 18 avril 2024 | Chambéry | 3-4 (TB) (1-1, 0-1, 2-1, 0-0, 0-1) | Nantes | Patinoire Buisson Rond 1 147 spectateurs |

| Feuille de match | Feuille de match | Feuille de match            | Feuille de match | Feuille de match                                                                                        |
| ---------------- | --- | --------------------------- | --- | --- |
|                  | Bélisle (Mikkonen, Fertin) — 11 min 13 s - Reynaud (Lesage, Despatie) — 47 min 38 s - Fertin (McKinney) — 56 min 29 s - | 1-0 1-1 1-2 2-2 2-3 3-3 3-4 | - Luedtke (Collin, André) — 17 min 18 s Gibert (Jacquier) — 21 min 48 s (SN) - André (Russell) — 50 min 6 s - Russell — 70 min (TB) | Arbitrage : Joris Barcelo et Jérémy Métais Juges de lignes : Viny Bergamelli et Yohann Creux-Beaugirard |
| Muise            | Gardiens | Luba                        | | Arbitrage : Joris Barcelo et Jérémy Métais Juges de lignes : Viny Bergamelli et Yohann Creux-Beaugirard |
| 6 min            | Pénalités | 6 min                       | | Arbitrage : Joris Barcelo et Jérémy Métais Juges de lignes : Viny Bergamelli et Yohann Creux-Beaugirard |
| 38               | Tirs | 36                          | | Arbitrage : Joris Barcelo et Jérémy Métais Juges de lignes : Viny Bergamelli et Yohann Creux-Beaugirard |

| 21 avril 2024 | Nantes | 5-2 (1-1, 2-1, 2-0) | Chambéry | Patinoire du Petit Port 1 036 spectateurs |

| Feuille de match | Feuille de match | Feuille de match            | Feuille de match                                                                          | Feuille de match                                                                                  |
| ---------------- | --- | --------------------------- | ----------------------------------------------------------------------------------------- | ------------------------------------------------------------------------------------------------- |
|                  | - Jacquier — 13 min 44 s - Luedtke (Russell) — 38 min 3 s Luedtke — 38 min 12 s Collin (Lanvers) — 40 min 29 s Luedtke — 59 min 25 s (SN) | 0-1 1-1 1-2 2-2 3-2 4-2 5-2 | Franzini (McKinney, Bachelet) — 1 min 42 s - McKinney (Bélisle, Despatie) — 23 min 35 s - | Arbitrage : Clément Goncalves et Cyril Debuche Juges de lignes : Leevan Thiebault et Johan Fauvel |
| Luba             | Gardiens | Muise                       |                                                                                           | Arbitrage : Clément Goncalves et Cyril Debuche Juges de lignes : Leevan Thiebault et Johan Fauvel |
| 2 min            | Pénalités | 2 min                       |                                                                                           | Arbitrage : Clément Goncalves et Cyril Debuche Juges de lignes : Leevan Thiebault et Johan Fauvel |
| 35               | Tirs | 33                          |                                                                                           | Arbitrage : Clément Goncalves et Cyril Debuche Juges de lignes : Leevan Thiebault et Johan Fauvel |

#### Poule de maintien
Les quatre derniers de la saison régulière s'affrontent dans une poule de relégation sous le format d'un mini-championnat en matches aller-retour à l'issue duquel le dernier joue un barrage face au 3e de Division 2. Les résultats des confrontations entre chaque équipe durant la saison régulière sont conservés.

##### Résultats
Le score de l'équipe à domicile, située dans la colonne de gauche, est inscrit en premier.
| Bilan de la saison régulière                                       | BRE   | M-B | MOR   | VAC   |
| Albatros de Brest                                                  |       | 5-3 | 4-3   | 5-4   |
| Yétis du Mont-Blanc                                                | 4-5TF |     | 7-5   | 4-5Pr |
| Pingouins de Morzine-Avoriaz                                       | 2-3   | 7-2 |       | 1-6   |
| Diables rouges de Valenciennes                                     | 2-3   | 2-3 | 6-5TF |       |
| - Victoire à domicile - Victoire à l'extérieur - Match non disputé |       |     |       |       |

| Bilan de la poule de maintien                                      | BRE | M-B | MOR   | VAC |
| Albatros de Brest                                                  |     | 5-2 | 3-7   | 2-3 |
| Yétis du Mont-Blanc                                                | 8-4 |     | 5-4Pr | 5-2 |
| Pingouins de Morzine-Avoriaz                                       | 2-1 | 3-4 |       | 6-2 |
| Diables rouges de Valenciennes                                     | 5-0 | 4-1 | 1-3   |     |
| - Victoire à domicile - Victoire à l'extérieur - Match non disputé |     |     |       |     |

Pr. : Prolongation    -    TF : Tirs de fusillade

##### Classement
| Clt   | Équipe          | PJ | V | VP | D | DP | BP | BC | Diff | Pts         |
| ----- | --------------- | -- | - | -- | - | -- | -- | -- | ---- | ----------- |
| +011, | Mont-Blanc      | 6  | 3 | 1  | 2 | 0  | 25 | 22 | +3   | 19 (11)     |
| +012, | Brest           | 6  | 1 | 0  | 5 | 0  | 15 | 27 | -12  | 19 (-1) (3) |
| +013, | Morzine-Avoriaz | 6  | 4 | 0  | 1 | 1  | 25 | 16 | +9   | 17 (13)     |
| +014, | Valenciennes    | 6  | 3 | 0  | 3 | 0  | 17 | 17 | +0   | 16 (9)      |

- Dispute un barrage face au 3e de Division 2

Date de mise à jour :  mars 2024

#### Série de barrage
La série oppose le 14e de Division 1 au 3e de Division 2, au meilleur des 3 matches et avec avantage de la glace au pensionnaire de Division 2.
Le vainqueur se voit qualifié sportivement pour la prochaine saison de Division 1, le perdant pour celle de Division 2.
| 13 avril 2024 | Valenciennes | 3-4 (2-3, 1-0, 0-1) | Lyon | Patinoire Valigloo 749 spectateurs |

| Feuille de match                                   | Feuille de match | Feuille de match            | Feuille de match | Feuille de match                                                                                              |
| -------------------------------------------------- | --- | --------------------------- | --- | --- |
|                                                    | - Trouvé (Iarovinski, Birziņš) — 6 min 14 s - Côté (Birziņš, Iarovinski) — 19 min 48 s (SN) Birziņš (Altybarmakian) — 26 min 29 s (SN) - | 0-1 1-1 1-2 1-3 2-3 3-3 3-4 | Vafine (Tomko) — 35 s - Tomko (Vafine, Chautant) — 7 min 47 s Vafine — 14 min 37 s - Chautant (Tomko, Vafine) — 59 min 55 s | Arbitrage : Samuel Fessier et Sébastien Levasseur Juges de lignes : Nicolas Messier et Enguerrand Thibouville |
| Stiliadis (14 min 39 s) Chateauvieux (45 min 21 s) | Gardiens | Ginier                      | | Arbitrage : Samuel Fessier et Sébastien Levasseur Juges de lignes : Nicolas Messier et Enguerrand Thibouville |
| 6 min                                              | Pénalités | 6 min                       | | Arbitrage : Samuel Fessier et Sébastien Levasseur Juges de lignes : Nicolas Messier et Enguerrand Thibouville |
| 42                                                 | Tirs | 26                          | | Arbitrage : Samuel Fessier et Sébastien Levasseur Juges de lignes : Nicolas Messier et Enguerrand Thibouville |

| 20 avril 2024 | Lyon | 2-3 (1-1, 0-2, 1-0) | Valenciennes | Patinoire Charlemagne 2 183 spectateurs |

| Feuille de match | Feuille de match                                                                          | Feuille de match    | Feuille de match | Feuille de match                                                                                         |
| ---------------- | ----------------------------------------------------------------------------------------- | ------------------- | --- | --- |
|                  | Chautant (Vafine, Elabiev) — 12 min 39 s (SN) - Mouret (Baravaglio, Andraud) — 49 min 6 s | 1-0 1-1 1-2 1-3 2-3 | - Durand (Fritz-Dreyssé, Birziņš) — 18 min 40 s Côté (Iarovinski, Trouvé) — 27 min 12 s Bailleul — 31 min 58 s (SN) - | Arbitrage : Bastien Germaneaud et Romain Herrault Juges de lignes : David Tchekachev et Benjamin Auméras |
| Ginier           | Gardiens                                                                                  | Chateauvieux        | | Arbitrage : Bastien Germaneaud et Romain Herrault Juges de lignes : David Tchekachev et Benjamin Auméras |
| 2 min            | Pénalités                                                                                 | 8 min               | | Arbitrage : Bastien Germaneaud et Romain Herrault Juges de lignes : David Tchekachev et Benjamin Auméras |
|                  |                                                                                           |                     | | Arbitrage : Bastien Germaneaud et Romain Herrault Juges de lignes : David Tchekachev et Benjamin Auméras |

| 21 avril 2024 | Lyon | 0-2 (0-0, 0-0, 0-2) | Valenciennes | Patinoire Charlemagne 1 120 spectateurs |

| Feuille de match | Feuille de match | Feuille de match | Feuille de match                                                                                  | Feuille de match                                                                                      |
| ---------------- | ---------------- | ---------------- | ------------------------------------------------------------------------------------------------- | --- |
|                  | -                | 0-1 0-2          | Durand (Fritz-Dreyssé, Altybarmakian) — 51 min 38 s Altybarmakian (Iarovinski) — 59 min 54 s (CV) | Arbitrage : Bastien Germaneaud et Damien Icard Juges de lignes : David Tchekachev et Benjamin Auméras |
| Ginier           | Gardiens         | Chateauvieux     |                                                                                                   | Arbitrage : Bastien Germaneaud et Damien Icard Juges de lignes : David Tchekachev et Benjamin Auméras |
| 11 min           | Pénalités        | 9 min            |                                                                                                   | Arbitrage : Bastien Germaneaud et Damien Icard Juges de lignes : David Tchekachev et Benjamin Auméras |
|                  |                  |                  |                                                                                                   | Arbitrage : Bastien Germaneaud et Damien Icard Juges de lignes : David Tchekachev et Benjamin Auméras |

## Division 2

### Équipes engagées
Les équipes engagées en Division 2 sont donc au nombre de vingt (dont quatre équipes réserves). Elles sont réparties en deux poules de dix :
| Club                       | Classement 2022-2023 | Entraîneur           | Patinoire                                                   | Capacité théorique |
| -------------------------- | -------------------- | -------------------- | ----------------------------------------------------------- | ------------------ |
| Français volants de Paris  | 3e                   | Jérôme Pourtanel     | Patinoire Sonja-Henie                                       | 500                |
| Phénix de Reims            | 9e                   | Ivan Bock            | Patinoire Albert 1er                                        | 700                |
| Coqs de Courbevoie         | 10e                  | Manuel Cuesta        | Patinoire municipale de Courbevoie                          | 700                |
| Dragons de Rouen II        | 12e                  | Ari Salo             | L'Île Lacroix                                               | 3 279              |
| Red Dogs d'Amnéville       | 14e                  | Jan Tlačil           | Patinoire du Centre de Loisirs                              | 550                |
| Ducs d'Angers II           | 15e                  | Pierre-Yves Albert   | Angers IceParc                                              | 3 586              |
| Jets d'Évry Viry           | 16e                  | Franck Ferey         | Patinoire des Lacs de l'Essonne Patinoire François Le Comte | 900 250            |
| Gothiques d'Amiens II      | 17e                  | Guillaume Mennessier | Coliseum                                                    | 2 882 à 3 400      |
| Titans de Colmar           | 18e                  | Tarik Chipaux        | Patinoire de Colmar                                         | 1 200              |
| Aigles de La Roche-sur-Yon | 1er (Division 3)     | Juraj Ocelka         | Complexe Arago                                              | 1 200              |

| Club                           | Classement 2022-2023 | Entraîneur          | Patinoire                                                                      | Capacité théorique |
| ------------------------------ | -------------------- | ------------------- | ------------------------------------------------------------------------------ | ------------------ |
| Vipers de Montpellier          | 14e (Division 1)     | Jan Dlouhý          | Patinoire Végapolis                                                            | 2 400              |
| Grizzlys de Vaujany            | 1er                  | David Alves Pereira | Patinoire de Vaujany                                                           | 900                |
| Bouquetins du HCMP             | 4e                   | Sylvain Codère      | Patinoire de Courchevel Patinoire de Méribel Patinoire de Pralognan-la-Vanoise | 1 000 2 500 1 800  |
| Renards de Roanne              | 6e                   | Éric Sarliève       | Patinoire Fontalon                                                             | 1 350              |
| Ours de Villard-de-Lans        | 7e                   | Eric Medeiros       | Patinoire André Ravix                                                          | 2 000              |
| Chevaliers du lac d'Annecy     | 8e                   | Stéphane Barin      | Complexe Jean Régis                                                            | 1 650              |
| Bélougas de Toulouse-Blagnac   | 11e                  | Eddy Martin-Whalen  | Patinoire Jacques-Raynaud Patinoire Alex Jany                                  | 1 200 981          |
| Lynx de Valence                | 13e                  | Thibaud Saintecroix | Le Polygone                                                                    | 1 000              |
| Sangliers Arvernes de Clermont | 19e                  | Juho-Matias Autio   | Patinoire Clermont Communauté                                                  | 2 500              |
| Lions de Lyon                  | 2e (Division 3)      | Damien Raux         | Patinoire Charlemagne                                                          | 4 200              |

Légende des couleurs
- Relégué de Division 1 2022-2023
- Promu de Division 3 2022-2023

### Saison régulière
La saison régulière se joue du 7 octobre 2023 au 24 février 2024.
Les huit premiers de chaque poule se qualifient pour les séries éliminatoires qui se jouent en matchs aller-retour en huitièmes de finale. Les quarts de finale, demi-finales et la finale se déroulent au meilleur des trois matchs ; la 1re rencontre se joue chez l'équipe la moins bien classée, la 2e et éventuellement la 3e chez la mieux classée. Le vainqueur de la finale est sacré champion de Division 2. Il est promu en Division 1.
Les deux derniers de chaque poule jouent une phase de relégation. Cette phase est un mini-championnat en matchs aller-retour à l'issue duquel les deux derniers sont relégués en Division 3.

#### Poule A
Le score de l'équipe à domicile, située dans la colonne de gauche, est inscrit en premier.
| Résultats (dom.\ext.)                                              | AMI   | AMN   | ANG   | COL | COU   | ÉVY   | LRY | PAR   | REI | ROU   |
| Gothiques d'Amiens II                                              |       | 5-7   | 0-5   | 3-2 | 3-4Pr | 2-6   | 1-6 | 2-3   | 0-6 | 0-5   |
| Red Dogs d'Amnéville                                               | 4-3   |       | 3-4   | 8-2 | 6-4   | 4-3Pr | 2-4 | 3-7   | 4-6 | 3-6   |
| Ducs d'Angers II                                                   | 4-0   | 6-5TF |       | 6-3 | 2-3   | 4-8   | 4-2 | 2-7   | 7-5 | 2-5   |
| Titans de Colmar                                                   | 3-4   | 6-7   | 6-7Pr |     | 2-4   | 4-6   | 4-2 | 4-6   | 0-6 | 7-8   |
| Coqs de Courbevoie                                                 | 8-7Pr | 2-1   | 8-3   | 5-4 |       | 5-1   | 9-7 | 4-3Pr | 1-3 | 5-6Pr |
| Jets d'Évry Viry                                                   | 8-4   | 1-5   | 3-4   | 5-0 | 7-4   |       | 2-6 | 5-9   | 1-3 | 3-2   |
| Aigles de La Roche-sur-Yon                                         | 8-1   | 2-4   | 6-1   | 2-0 | 5-4   | 4-2   |     | 1-4   | 4-2 | 3-1   |
| Français volants de Paris                                          | 9-1   | 3-6   | 8-2   | 8-1 | 3-5   | 8-6   | 4-1 |       | 6-4 | 10-3  |
| Phénix de Reims                                                    | 6-2   | 2-4   | 6-5   | 6-1 | 4-6   | 7-3   | 2-4 | 2-4   |     | 3-4Pr |
| Dragons de Rouen II                                                | 2-0   | 6-2   | 5-4Pr | 6-3 | 4-8   | 2-3Pr | 2-5 | 5-7   | 6-3 |       |
| - Victoire à domicile - Victoire à l'extérieur - Match non disputé |       |       |       |     |       |       |     |       |     |       |

Pr. : Prolongation    -    TF : Tirs de fusillade
| Clt   | Équipe           | PJ | V  | VP | D  | DP | BP  | BC | Diff | Pts    |
| ----- | ---------------- | -- | -- | -- | -- | -- | --- | -- | ---- | ------ |
| +001, | Paris            | 18 | 15 | 0  | 2  | 1  | 109 | 57 | +52  | 46     |
| +002, | Courbevoie       | 18 | 10 | 3  | 4  | 1  | 89  | 71 | +18  | 37     |
| +003, | La Roche-sur-Yon | 18 | 12 | 0  | 6  | 0  | 72  | 49 | +23  | 36     |
| +004, | Rouen II         | 18 | 8  | 3  | 6  | 1  | 78  | 71 | +7   | 31     |
| +005, | Amnéville        | 18 | 9  | 1  | 7  | 1  | 78  | 72 | +6   | 30     |
| +006, | Reims            | 18 | 9  | 0  | 8  | 1  | 76  | 62 | +14  | 28     |
| +007, | Angers II        | 18 | 7  | 2  | 8  | 1  | 72  | 83 | -11  | 26     |
| +008, | Évry Viry        | 18 | 7  | 1  | 9  | 1  | 73  | 77 | -4   | 24     |
| +009, | Amiens II        | 18 | 2  | 0  | 14 | 2  | 38  | 96 | -58  | 8      |
| +010, | Colmar           | 18 | 1  | 0  | 16 | 1  | 52  | 99 | -47  | 3 (-1) |

- Qualifié pour les huitièmes de finale
- Dispute la poule de maintien

#### Poule B
Le score de l'équipe à domicile, située dans la colonne de gauche, est inscrit en premier.
| Résultats (dom.\ext.)                                              | ANN  | CLE   | CMP | LYO   | MTP   | ROA   | TLS   | VAL   | VAU   | VIL  |
| Chevaliers du lac d'Annecy                                         |      | 6-4   | 4-7 | 3-4TF | 4-10  | 4-8   | 1-4   | 7-6Pr | 6-2   | 3-4  |
| Sangliers Arvernes de Clermont                                     | 1-2  |       | 2-8 | 6-2   | 5-11  | 5-9   | 5-4   | 2-3   | 0-8   | 4-3  |
| Bouquetins du HCMP                                                 | 3-1  | 6-5Pr |     | 6-3   | 7-4   | 6-3   | 4-2   | 9-6   | 1-6   | 10-6 |
| Lions de Lyon                                                      | 1-2  | 2-3   | 2-3 |       | 5-4   | 7-6   | 3-2Pr | 3-5   | 5-1   | 1-4  |
| Vipers de Montpellier                                              | 4-3  | 8-4   | 6-4 | 7-9   |       | 3-2TF | 5-2   | 10-2  | 6-5Pr | 5-4  |
| Renards de Roanne                                                  | 14-5 | 2-4   | 5-3 | 7-2   | 7-2   |       | 7-6Pr | 6-7   | 5-2   | 4-7  |
| Bélougas de Toulouse-Blagnac                                       | 1-3  | 6-2   | 1-3 | 5-1   | 5-1   | 6-4   |       | 11-3  | 7-6TF | 2-4  |
| Lynx de Valence                                                    | 1-5  | 8-3   | 4-6 | 4-3   | 3-8   | 5-6   | 5-7   |       | 2-3   | 1-5  |
| Grizzlys de Vaujany                                                | 7-5  | 6-4   | 6-2 | 3-2TF | 6-3   | 3-5   | 5-0   | 6-1   |       | 3-2  |
| Ours de Villard-de-Lans                                            | 6-1  | 5-3   | 3-5 | 5-2   | 3-4TF | 6-4   | 4-2   | 6-3   | 3-2   |      |
| - Victoire à domicile - Victoire à l'extérieur - Match non disputé |      |       |     |       |       |       |       |       |       |      |

Pr. : Prolongation    -    TF : Tirs de fusillade
| Clt   | Équipe                       | PJ | V  | VP | D  | DP | BP  | BC  | Diff | Pts     |
| ----- | ---------------------------- | -- | -- | -- | -- | -- | --- | --- | ---- | ------- |
| +001, | Courchevel Méribel Pralognan | 18 | 13 | 1  | 4  | 0  | 93  | 69  | +24  | 40 (-1) |
| +002, | Villard-de-Lans              | 18 | 12 | 0  | 5  | 1  | 80  | 59  | +21  | 37      |
| +003, | Vaujany                      | 18 | 10 | 1  | 5  | 2  | 80  | 59  | +21  | 34      |
| +004, | Montpellier                  | 18 | 9  | 3  | 5  | 0  | 101 | 79  | +22  | 33      |
| +005, | Roanne                       | 18 | 9  | 1  | 7  | 1  | 104 | 83  | +21  | 30      |
| +006, | Toulouse-Blagnac             | 18 | 7  | 1  | 8  | 2  | 73  | 66  | +7   | 25      |
| +007, | Annecy                       | 18 | 6  | 1  | 10 | 1  | 65  | 87  | -22  | 21      |
| +008, | Lyon                         | 18 | 4  | 2  | 11 | 1  | 57  | 76  | -19  | 17      |
| +009, | Valence                      | 18 | 5  | 0  | 12 | 1  | 69  | 106 | -37  | 16      |
| +010, | Clermont                     | 18 | 5  | 0  | 12 | 1  | 61  | 99  | -38  | 16      |

- Qualifié pour les huitièmes de finale
- Dispute la poule de maintien

### Séries éliminatoires
Les séries éliminatoires se jouent du 2 mars 2024 au 24 avril 2024. Les 8 équipes les mieux classées de chaque poule à l'issue de la saison régulière sont qualifiées pour les huitièmes de finale des séries éliminatoires. Les huitièmes et les quarts de finales se déroulent au meilleur des 3 matches, à partir des demi-finales les manches se disputent au meilleur des 5 matches. Le vainqueur de la finale est sacré champion de Division 2 et est promu en Division 1 avec le finaliste. L'équipe classée en 3e position affronte le 14e de Division 1 en barrage.

#### Play-offs
en italique : les équipes ne pouvant pas être promues
|  |                              |                         |                         |                         |                            |                         |                         |                         |                     |                     |                     |                     |                            |                     |                     |                         |                         |                         |                         |                         |                         |                         |                         |        |        |        |        |        |        |        |        |        |
|  | Huitièmes de finale          | Huitièmes de finale     | Huitièmes de finale     | Huitièmes de finale     | Huitièmes de finale        | Huitièmes de finale     | Huitièmes de finale     |                         |                     | Quarts de finale    | Quarts de finale    | Quarts de finale    | Quarts de finale           | Quarts de finale    | Quarts de finale    | Quarts de finale        |                         |                         | Finale                  | Finale                  | Finale                  | Finale                  | Finale                  | Finale | Finale | Finale | Finale | Finale | Finale | Finale | Finale | Finale |
|  |                              |                         |                         |                         |                            |                         |                         |                         |                     |                     |                     |                     |                            |                     |                     |                         |                         |                         |                         |                         |                         |                         |                         |        |        |        |        |        |        |        |        |        |
|  |                              |                         |                         |                         |                            |                         |                         |                         |                     |                     | Demi-finales        |                     |                            |                     |                     |                         |                         |                         |                         |                         |                         |                         |                         |        |        |        |        |        |        |        |        |        |
|  | 2 et 9 mars 2024             |                         |                         |                         |                            |                         |                         |                         |                     |                     |                     |                     |                            |                     |                     |                         |                         |                         |                         |                         |                         |                         |                         |        |        |        |        |        |        |        |        |        |
|  |                              |                         |                         |                         |                            |                         |                         |                         |                     |                     |                     |                     |                            |                     |                     |                         |                         |                         |                         |                         |                         |                         |                         |        |        |        |        |        |        |        |        |        |
|  | Français volants de Paris    | A1                      | 4                       | 3                       |                            |                         |                         |                         |                     |                     |                     |                     |                            |                     |                     |                         |                         |                         |                         |                         |                         |                         |                         |        |        |        |        |        |        |        |        |        |
|  | Français volants de Paris    | A1                      | 4                       | 3                       | 16 et 23 mars 2024         |                         |                         |                         |                     |                     |                     |                     |                            |                     |                     |                         |                         |                         |                         |                         |                         |                         |                         |        |        |        |        |        |        |        |        |        |
|  | Lions de Lyon                | B8                      | 5                       | 7                       |                            |                         |                         |                         |                     |                     |                     |                     |                            |                     |                     |                         |                         |                         |                         |                         |                         |                         |                         |        |        |        |        |        |        |        |        |        |
|  | Lions de Lyon                | B8                      | 5                       | 7                       | Lions de Lyon              | B8                      | 4                       | 6                       |                     |                     |                     |                     |                            |                     |                     |                         |                         |                         |                         |                         |                         |                         |                         |        |        |        |        |        |        |        |        |        |
|  | 2 et 9 mars 2024             |                         |                         |                         | Lions de Lyon              | B8                      | 4                       | 6                       |                     |                     |                     |                     |                            |                     |                     |                         |                         |                         |                         |                         |                         |                         |                         |        |        |        |        |        |        |        |        |        |
|  |                              |                         | Vipers de Montpellier   | B4                      | 3                          | 5                       |                         |                         |                     |                     |                     |                     |                            |                     |                     |                         |                         |                         |                         |                         |                         |                         |                         |        |        |        |        |        |        |        |        |        |
|  | Vipers de Montpellier        | B4                      | Vipers de Montpellier   | B4                      | 3                          | 5                       | 7 P                     | 3                       |                     |                     |                     |                     |                            |                     |                     |                         |                         |                         |                         |                         |                         |                         |                         |        |        |        |        |        |        |        |        |        |
|  | Vipers de Montpellier        | B4                      | 30 mars au 6 avril 2024 |                         |                            |                         | 7 P                     | 3                       |                     |                     |                     |                     |                            |                     |                     |                         |                         |                         |                         |                         |                         |                         |                         |        |        |        |        |        |        |        |        |        |
|  | Red Dogs d'Amnéville         | A5                      | 6                       | 2                       |                            |                         |                         |                         |                     |                     |                     |                     |                            |                     |                     |                         |                         |                         |                         |                         |                         |                         |                         |        |        |        |        |        |        |        |        |        |
|  | Red Dogs d'Amnéville         | A5                      | 6                       | 2                       |                            |                         |                         | Lions de Lyon           | Lions de Lyon       | Lions de Lyon       | Lions de Lyon       | Lions de Lyon       | Lions de Lyon              | Lions de Lyon       | Lions de Lyon       | B8                      | 3                       | 3                       | 2                       |                         |                         |                         |                         |        |        |        |        |        |        |        |        |        |
|  | 2 et 9 mars 2024             |                         |                         |                         |                            |                         |                         | Lions de Lyon           | Lions de Lyon       | Lions de Lyon       | Lions de Lyon       | Lions de Lyon       | Lions de Lyon              | Lions de Lyon       | Lions de Lyon       | B8                      | 3                       | 3                       | 2                       |                         |                         |                         |                         |        |        |        |        |        |        |        |        |        |
|  | Ours de Villard-de-Lans      | Ours de Villard-de-Lans | Ours de Villard-de-Lans | Ours de Villard-de-Lans | Ours de Villard-de-Lans    | Ours de Villard-de-Lans | Ours de Villard-de-Lans | Ours de Villard-de-Lans | B2                  | 4 P                 | 6                   | 4                   |                            |                     |                     |                         |                         |                         |                         |                         |                         |                         |                         |        |        |        |        |        |        |        |        |        |
|  | Ours de Villard-de-Lans      | Ours de Villard-de-Lans | Ours de Villard-de-Lans | Ours de Villard-de-Lans | Ours de Villard-de-Lans    | Ours de Villard-de-Lans | Ours de Villard-de-Lans | Ours de Villard-de-Lans | B2                  | 4 P                 | 6                   | 4                   | Aigles de La Roche-sur-Yon | A3                  | 4 P                 | 4                       |                         |                         |                         |                         |                         |                         |                         |        |        |        |        |        |        |        |        |        |
|  | 16 et 23 mars 2024           |                         |                         |                         |                            |                         |                         |                         |                     |                     |                     |                     | Aigles de La Roche-sur-Yon | A3                  | 4 P                 | 4                       |                         |                         |                         |                         |                         |                         |                         |        |        |        |        |        |        |        |        |        |
|  | Bélougas de Toulouse-Blagnac | B6                      | 3                       | 1                       |                            |                         |                         |                         |                     |                     |                     |                     |                            |                     |                     |                         |                         |                         |                         |                         |                         |                         |                         |        |        |        |        |        |        |        |        |        |
|  | Bélougas de Toulouse-Blagnac | B6                      | 3                       | 1                       | Aigles de La Roche-sur-Yon | A3                      | 3                       | 2                       |                     |                     |                     |                     |                            |                     |                     |                         |                         |                         |                         |                         |                         |                         |                         |        |        |        |        |        |        |        |        |        |
|  | 2 et 9 mars 2024             |                         |                         |                         | Aigles de La Roche-sur-Yon | A3                      | 3                       | 2                       |                     |                     |                     |                     |                            |                     |                     |                         |                         |                         |                         |                         |                         |                         |                         |        |        |        |        |        |        |        |        |        |
|  |                              |                         | Ours de Villard-de-Lans | B2                      | 4                          | 4                       |                         |                         |                     |                     |                     |                     |                            |                     |                     |                         |                         |                         |                         |                         |                         |                         |                         |        |        |        |        |        |        |        |        |        |
|  | Ours de Villard-de-Lans      | B2                      | Ours de Villard-de-Lans | B2                      | 4                          | 4                       | 7                       | 10                      |                     |                     |                     |                     |                            |                     |                     |                         |                         |                         |                         |                         |                         |                         |                         |        |        |        |        |        |        |        |        |        |
|  | Ours de Villard-de-Lans      | B2                      |                         |                         |                            |                         | 7                       | 10                      |                     |                     | 13 au 21 avril 2024 |                     |                            |                     |                     |                         |                         |                         |                         |                         |                         |                         |                         |        |        |        |        |        |        |        |        |        |
|  | Ducs d'Angers II             | A7                      | 1                       | 0                       |                            |                         |                         |                         |                     |                     |                     |                     |                            |                     |                     |                         |                         |                         |                         |                         |                         |                         |                         |        |        |        |        |        |        |        |        |        |
|  | Ducs d'Angers II             | A7                      | 1                       | 0                       |                            |                         |                         |                         |                     |                     |                     |                     |                            |                     |                     | Ours de Villard-de-Lans | Ours de Villard-de-Lans | Ours de Villard-de-Lans | Ours de Villard-de-Lans | Ours de Villard-de-Lans | Ours de Villard-de-Lans | Ours de Villard-de-Lans | Ours de Villard-de-Lans | B2     | 3 P    | 3      | 7      | 4      |        |        |        |        |
|  | 2, 9 et 10 mars 2024         |                         |                         |                         |                            |                         |                         |                         |                     |                     |                     |                     |                            |                     |                     | Ours de Villard-de-Lans | Ours de Villard-de-Lans | Ours de Villard-de-Lans | Ours de Villard-de-Lans | Ours de Villard-de-Lans | Ours de Villard-de-Lans | Ours de Villard-de-Lans | Ours de Villard-de-Lans | B2     | 3 P    | 3      | 7      | 4      |        |        |        |        |
|  | Bouquetins du HCMP           | Bouquetins du HCMP      | Bouquetins du HCMP      | Bouquetins du HCMP      | Bouquetins du HCMP         | Bouquetins du HCMP      | Bouquetins du HCMP      | Bouquetins du HCMP      | B1                  | 2                   | 4 P                 | 3                   | 0                          |                     |                     |                         |                         |                         |                         |                         |                         |                         |                         |        |        |        |        |        |        |        |        |        |
|  | Bouquetins du HCMP           | Bouquetins du HCMP      | Bouquetins du HCMP      | Bouquetins du HCMP      | Bouquetins du HCMP         | Bouquetins du HCMP      | Bouquetins du HCMP      | Bouquetins du HCMP      | B1                  | 2                   | 4 P                 | 3                   | 0                          | Coqs de Courbevoie  | A2                  | 2                       | 7                       | 7                       |                         |                         |                         |                         |                         |        |        |        |        |        |        |        |        |        |
|  | 16 et 23 mars 2024           |                         |                         |                         |                            |                         |                         |                         |                     |                     |                     |                     |                            | Coqs de Courbevoie  | A2                  | 2                       | 7                       | 7                       |                         |                         |                         |                         |                         |        |        |        |        |        |        |        |        |        |
|  | Chevaliers du lac d'Annecy   | B7                      | 3 P                     | 2                       | 2                          |                         |                         |                         |                     |                     |                     |                     |                            |                     |                     |                         |                         |                         |                         |                         |                         |                         |                         |        |        |        |        |        |        |        |        |        |
|  | Chevaliers du lac d'Annecy   | B7                      | 3 P                     | 2                       | 2                          | Coqs de Courbevoie      | A2                      | 1                       | 2                   |                     |                     |                     |                            |                     |                     |                         |                         |                         |                         |                         |                         |                         |                         |        |        |        |        |        |        |        |        |        |
|  | 2 et 9 mars 2024             |                         |                         |                         |                            | Coqs de Courbevoie      | A2                      | 1                       | 2                   |                     |                     |                     |                            |                     |                     |                         |                         |                         |                         |                         |                         |                         |                         |        |        |        |        |        |        |        |        |        |
|  |                              |                         | Grizzlys de Vaujany     | B3                      | 4                          | 4                       |                         |                         |                     |                     |                     |                     |                            |                     |                     |                         |                         |                         |                         |                         |                         |                         |                         |        |        |        |        |        |        |        |        |        |
|  | Grizzlys de Vaujany          | B3                      | Grizzlys de Vaujany     | B3                      | 4                          | 4                       | 7                       | 6                       |                     |                     |                     |                     |                            |                     |                     |                         |                         |                         |                         |                         |                         |                         |                         |        |        |        |        |        |        |        |        |        |
|  | Grizzlys de Vaujany          | B3                      | 30 mars au 7 avril 2024 |                         |                            |                         | 7                       | 6                       |                     |                     |                     |                     |                            |                     |                     |                         |                         |                         |                         |                         |                         |                         |                         |        |        |        |        |        |        |        |        |        |
|  | Phénix de Reims              | A6                      | 1                       | 2                       |                            |                         |                         |                         |                     |                     |                     |                     |                            |                     |                     |                         |                         |                         |                         |                         |                         |                         |                         |        |        |        |        |        |        |        |        |        |
|  | Phénix de Reims              | A6                      | 1                       | 2                       |                            |                         |                         | Grizzlys de Vaujany     | Grizzlys de Vaujany | Grizzlys de Vaujany | Grizzlys de Vaujany | Grizzlys de Vaujany | Grizzlys de Vaujany        | Grizzlys de Vaujany | Grizzlys de Vaujany | B3                      | 4                       | 6                       | 8                       | 4                       |                         |                         |                         |        |        |        |        |        |        |        |        |        |
|  | 2 et 9 mars 2024             |                         |                         |                         |                            |                         |                         | Grizzlys de Vaujany     | Grizzlys de Vaujany | Grizzlys de Vaujany | Grizzlys de Vaujany | Grizzlys de Vaujany | Grizzlys de Vaujany        | Grizzlys de Vaujany | Grizzlys de Vaujany | B3                      | 4                       | 6                       | 8                       | 4                       |                         |                         |                         |        |        |        |        |        |        |        |        |        |
|  | Bouquetins du HCMP           | Bouquetins du HCMP      | Bouquetins du HCMP      | Bouquetins du HCMP      | Bouquetins du HCMP         | Bouquetins du HCMP      | Bouquetins du HCMP      | Bouquetins du HCMP      | B1                  | 5 P                 | 7 P                 | 2                   | 5 P                        |                     |                     |                         |                         |                         |                         |                         |                         |                         |                         |        |        |        |        |        |        |        |        |        |
|  | Bouquetins du HCMP           | Bouquetins du HCMP      | Bouquetins du HCMP      | Bouquetins du HCMP      | Bouquetins du HCMP         | Bouquetins du HCMP      | Bouquetins du HCMP      | Bouquetins du HCMP      | B1                  | 5 P                 | 7 P                 | 2                   | 5 P                        | Dragons de Rouen II | A4                  | 2                       | 2                       |                         |                         |                         |                         |                         |                         |        |        |        |        |        |        |        |        |        |
|  | 16 et 23 mars 2024           |                         |                         |                         |                            |                         |                         |                         |                     |                     |                     |                     |                            | Dragons de Rouen II | A4                  | 2                       | 2                       |                         |                         |                         |                         |                         |                         |        |        |        |        |        |        |        |        |        |
|  | Renards de Roanne            | B5                      | 7                       | 7                       |                            |                         |                         |                         |                     |                     |                     |                     |                            |                     |                     |                         |                         |                         |                         |                         |                         |                         |                         |        |        |        |        |        |        |        |        |        |
|  | Renards de Roanne            | B5                      | 7                       | 7                       | Renards de Roanne          | B5                      | 5                       | 1                       |                     |                     |                     |                     |                            |                     |                     |                         |                         |                         |                         |                         |                         |                         |                         |        |        |        |        |        |        |        |        |        |
|  | 2 et 9 mars 2024             |                         |                         |                         | Renards de Roanne          | B5                      | 5                       | 1                       |                     |                     |                     |                     |                            |                     |                     |                         |                         |                         |                         |                         |                         |                         |                         |        |        |        |        |        |        |        |        |        |
|  |                              |                         | Bouquetins du HCMP      | B1                      | 7                          | 5                       |                         |                         |                     |                     |                     |                     |                            |                     |                     |                         |                         |                         |                         |                         |                         |                         |                         |        |        |        |        |        |        |        |        |        |
|  | Bouquetins du HCMP           | B1                      | Bouquetins du HCMP      | B1                      | 7                          | 5                       | 3                       | 6 P                     |                     |                     |                     |                     |                            |                     |                     |                         |                         |                         |                         |                         |                         |                         |                         |        |        |        |        |        |        |        |        |        |
|  | Bouquetins du HCMP           | B1                      |                         |                         |                            |                         | 3                       | 6 P                     |                     |                     |                     |                     |                            |                     |                     |                         |                         |                         |                         |                         |                         |                         |                         |        |        |        |        |        |        |        |        |        |
|  | Jets d'Évry Viry             | A8                      | 2                       | 5                       |                            |                         |                         |                         |                     |                     |                     |                     |                            |                     |                     |                         |                         |                         |                         |                         |                         |                         |                         |        |        |        |        |        |        |        |        |        |
|  | Jets d'Évry Viry             | A8                      | 2                       | 5                       |                            |                         |                         |                         |                     |                     |                     |                     |                            |                     |                     |                         |                         |                         |                         |                         |                         |                         |                         |        |        |        |        |        |        |        |        |        |

##### Finale
| 13 avril 2024 | Courchevel-Méribel-Pralognan | 2-3 (pr) (0-0, 1-0, 1-2, 0-1) | Villard-de-Lans | Patinoire de Méribel 2 380 spectateurs |

| Feuille de match | Feuille de match                                                                   | Feuille de match    | Feuille de match                                                                          | Feuille de match                                                                         |
| ---------------- | ---------------------------------------------------------------------------------- | ------------------- | ----------------------------------------------------------------------------------------- | ---------------------------------------------------------------------------------------- |
|                  | Gajarský (Wagret, Caratini) — 25 min 44 s - Picard (Lopes, Brooks) — 44 min 48 s - | 1-0 1-1 2-1 2-2 2-3 | - Aurard (Tiala) — 43 min 2 s - Lozé — 54 min 1 s Tchernikov (Raveaud) — 60 min 20 s (SN) | Arbitrage : Frédéric Peuriere Juges de lignes: Alexandre Donat-Magnin et Enzo Bergamelli |
| Mongellaz        | Gardiens                                                                           | Finé                |                                                                                           | Arbitrage : Frédéric Peuriere Juges de lignes: Alexandre Donat-Magnin et Enzo Bergamelli |
| 10 min           | Pénalités                                                                          | 10 min              |                                                                                           | Arbitrage : Frédéric Peuriere Juges de lignes: Alexandre Donat-Magnin et Enzo Bergamelli |
|                  |                                                                                    |                     |                                                                                           | Arbitrage : Frédéric Peuriere Juges de lignes: Alexandre Donat-Magnin et Enzo Bergamelli |

| 14 avril 2024 | Courchevel-Méribel-Pralognan | 4-3 (pr) (1-1, 1-1, 1-1, 1-0) | Villard-de-Lans | Patinoire de Méribel 1 712 spectateurs |

| Feuille de match | Feuille de match | Feuille de match        | Feuille de match                                                                                | Feuille de match                                                                              |
| ---------------- | --- | ----------------------- | ----------------------------------------------------------------------------------------------- | --------------------------------------------------------------------------------------------- |
|                  | Brooks (Vesalainen, Lopes) — 4 min 14 s (SN) - Picard (Brooks) — 25 min 38 s (SN) - Picard (Brooks) — 51 min 12 s - Gajarský (Brooks) — 64 min 56 s | 1-0 1-1 2-1 2-2 3-2 3-3 | - Lardière (Bertrand) — 6 min 46 s - Van den Abbeele (Tiala) — 26 min 49 s - Tiala — 57 min 1 s | Arbitrage : Charles-Edouard Salmon Juges de lignes: Alexandre Donat-Magnin et Enzo Bergamelli |
| Mongellaz        | Gardiens | Finé                    |                                                                                                 | Arbitrage : Charles-Edouard Salmon Juges de lignes: Alexandre Donat-Magnin et Enzo Bergamelli |
| 10 min           | Pénalités | 12 min                  |                                                                                                 | Arbitrage : Charles-Edouard Salmon Juges de lignes: Alexandre Donat-Magnin et Enzo Bergamelli |
|                  | |                         |                                                                                                 | Arbitrage : Charles-Edouard Salmon Juges de lignes: Alexandre Donat-Magnin et Enzo Bergamelli |

| 20 avril 2024 | Villard-de-Lans | 7-3 (3-2, 1-1, 3-0) | Courchevel-Méribel-Pralognan | Patinoire André Ravix 1 195 spectateurs |

| Feuille de match | Feuille de match | Feuille de match                        | Feuille de match                                                                      | Feuille de match                                                                      |
| ---------------- | --- | --------------------------------------- | ------------------------------------------------------------------------------------- | ------------------------------------------------------------------------------------- |
|                  | Harrisson (Tchernikov, Raveaud) — 21 s Cantagallo (Lardière) — 1 min 13 s Raveaud (Tchernikov, Haag) — 17 min 4 s - Aurard (Zonderop, Lozé) — 37 min 28 s Cantagallo (Tiala, Harrisson) — 47 min 4 s (SN) Depetro (Pastor) — 53 min 19 s Lozé (Tiala, Harrisson) — 55 min 1 s (SN) | 1-0 2-0 3-0 3-1 3-2 3-3 4-3 5-3 6-3 7-3 | - Gajarský (Lopes, Picard) — 17 min 46 s Perret — 18 min 2 s Gajarský — 24 min 44 s - | Arbitrage : Samuel Fessier Juges de lignes: Nicolas Messier et Enguerrand Thibouville |
| Finé             | Gardiens | Mongellaz                               |                                                                                       | Arbitrage : Samuel Fessier Juges de lignes: Nicolas Messier et Enguerrand Thibouville |
| 29 min           | Pénalités | 10 min                                  |                                                                                       | Arbitrage : Samuel Fessier Juges de lignes: Nicolas Messier et Enguerrand Thibouville |
|                  | |                                         |                                                                                       | Arbitrage : Samuel Fessier Juges de lignes: Nicolas Messier et Enguerrand Thibouville |

| 21 avril 2024 | Villard-de-Lans | 4-0 (1-0, 2-0, 1-0) | Courchevel-Méribel-Pralognan | Patinoire André Ravix |

| Feuille de match | Feuille de match | Feuille de match | Feuille de match | Feuille de match                                                                         |
| ---------------- | --- | ---------------- | ---------------- | ---------------------------------------------------------------------------------------- |
|                  | Tchernikov (Harrisson, Pastor) — 3 min 12 s Cantagallo (Depetro, Lardière) — 21 min 52 s Tchernikov (Zonderop) — 38 min 21 s Tchernikov (Raveaud) — 59 min 58 s | 1-0 2-0 3-0 4-0  | -                | Arbitrage : Frédéric Peurière Juges de lignes: Nicolas Messier et Enguerrand Thibouville |
| Finé             | Gardiens | Mongellaz        |                  | Arbitrage : Frédéric Peurière Juges de lignes: Nicolas Messier et Enguerrand Thibouville |
| 14 min           | Pénalités | 4 min            |                  | Arbitrage : Frédéric Peurière Juges de lignes: Nicolas Messier et Enguerrand Thibouville |
|                  | |                  |                  | Arbitrage : Frédéric Peurière Juges de lignes: Nicolas Messier et Enguerrand Thibouville |

#### Poule de maintien
La poule de maintien se joue du 2 mars 2024 au 13 avril 2024. Les équipes placées au-delà de la huitième place de chaque poule participent à la phase finale de maintien, qui se déroule sous forme de poule où toutes les équipes se rencontrent en match aller – retour, un classement de 1 à 4 est établi suivant les modalités applicables à la saison régulière.

##### Résultats
Le score de l'équipe à domicile, située dans la colonne de gauche, est inscrit en premier.
| Résultats (dom.\ext.)                                              | AMI | CLE | COL   | VAL |
| Gothiques d'Amiens II                                              |     | 1-8 | 4-5Pr | 0-4 |
| Sangliers Arvernes de Clermont                                     | 5-3 |     | 6-4   | 9-4 |
| Titans de Colmar                                                   | 2-0 | 3-1 |       | 3-2 |
| Lynx de Valence                                                    | 8-2 | 1-5 | 1-3   |     |
| - Victoire à domicile - Victoire à l'extérieur - Match non disputé |     |     |       |     |

Pr. : Prolongation    -    TF : Tirs de fusillade

##### Classement
- L'équipe classée 4e de la poule de maintien est reléguée en Division 3,

| Clt   | Équipe    | PJ | V | VP | D | DP | BP | BC | Diff | Pts |
| ----- | --------- | -- | - | -- | - | -- | -- | -- | ---- | --- |
| +001, | Clermont  | 6  | 5 | 0  | 1 | 0  | 34 | 16 | +18  | 15  |
| +002, | Colmar    | 6  | 4 | 1  | 1 | 0  | 20 | 14 | +6   | 14  |
| +003, | Valence   | 6  | 2 | 0  | 4 | 0  | 20 | 22 | -2   | 6   |
| +004, | Amiens II | 6  | 0 | 0  | 5 | 1  | 10 | 32 | -22  | 1   |

- relégué en Division 3

## Division 3

### Équipes engagées
Les trente-quatre équipes engagées, dont quatorze équipes réserves et une équipe basée au Luxembourg, sont réparties en quatre groupes régionaux (le 2 suivant le nom d'une équipe indique qu'il s'agit d'une équipe réserve) :
| Club                   | Classement 2022-2023 | Entraîneur          | Patinoire                     | Capacité théorique |
| ---------------------- | -------------------- | ------------------- | ----------------------------- | ------------------ |
| Hormadi Anglet II      | 2e (Poule A)         | Stanislas Aubert    | Patinoire de la Barre         | 1 450              |
| Dogs de Cholet II      | 3e (Poule A)         | David Guerard       | Pôle Sportif Glisséo          | 1 200              |
| Dragons de Poitiers    | 4e (Poule A)         | Alexander Logutenko | Patinoire de Poitiers         | 810                |
| Boxers de Bordeaux II  | 5e (Poule A)         | François Paquin     | Patinoire de Mériadeck        | 3 312              |
| Albatros de Brest II   | 6e (Poule A)         | Serguei Toukmatchev | Rïnkla Stadium                | 1 200              |
| Cormorans de Rennes    | 7e (Poule A)         | Yven Sadoun         | Patinoire du Blizz            | 750                |
| Grands Ducs de Brive   | NC                   | Adrien Sellem       | Patinoire municipale de Brive | 900                |
| Corsaires de Nantes II | NC                   | Philippe Le Lem     | Patinoire du Petit Port       | 1 060              |

| Club                        | Classement 2022-2023 | Entraîneur          | Patinoire                         | Capacité théorique |
| --------------------------- | -------------------- | ------------------- | --------------------------------- | ------------------ |
| Lions de Wasquehal          | 20e (Division 2)     | Maurad Laamel       | Patinoire Serge Charles Lille     | 400                |
| Jokers de Cergy-Pontoise II | 2e (Poule B)         | Mikael Tolkki       | Aren'ice                          | 3 000              |
| Remparts de Tours II        | 3e (Poule B)         | Normand Roy         | Patinoire de Tours                | 2 316              |
| Renards d'Orléans           | 5e (Poule B)         | Gilbert Ledigarcher | Patinoire du Baron                | 920                |
| Lions de Compiègne          | 5e (Poule C)         | Antoine Richer      | Patinoire de Mercières            | 400                |
| Castors d'Asnières          | 6e (Poule B)         | François Lafontaine | Patinoire des Courtilles          | 1 421              |
| Drakkars de Caen II         | 7e (Poule B)         | Martial Janil       | Patinoire de Caen la mer          | 1 499              |
| Tigres de l'ACBB            | 8e (Poule B)         | Corentin Zelko      | Patinoire de Boulogne-Billancourt | 1 800              |
| Grizzly de Garges           | 9e (Poule B)         | Christophe Masson   | Patinoire du Val de France        | 700                |

| Club                            | Classement 2022-2023         | Entraîneur        | Patinoire                                                   | Capacité théorique |
| ------------------------------- | ---------------------------- | ----------------- | ----------------------------------------------------------- | ------------------ |
| Scorpions de Mulhouse           | 8e (Synerglace Ligue Magnus) | Patrick Lacelle   | Patinoire de l'Illberg                                      | 1 600              |
| Caribous de Seine-et-Marne      | 1er (Poule B)                | Romain Danton     | Patinoire La Cartonnerie                                    | 450                |
| Gaulois de Châlons-en-Champagne | 2e (Poule C)                 | Juraj Sadloň      | Patinoire Cités Glace                                       | 700                |
| Graoullys de Metz               | 3e (Poule C)                 | Martin Duval      | Ice Arena de Metz                                           | 500                |
| Élans de Champigny              | 4e (Poule B)                 | Marius Joinet     | Patinoire de Champigny-sur-Marne                            | 450                |
| Tornado Luxembourg              | 6e (Poule C)                 | Christer Eriksson | Patinoire de Kockelscheuer                                  | 1 000              |
| Jets d'Évry Viry II             | NC                           |                   | Patinoire des Lacs de l'Essonne Patinoire François Le Comte | 900 250            |
| Comètes de Meudon II            | NC                           | Romain Soustelle  | Patinoire de Meudon                                         | 500                |

| Club                          | Classement 2022-2023 | Entraîneur            | Patinoire                                                                           | Capacité théorique |
| ----------------------------- | -------------------- | --------------------- | ----------------------------------------------------------------------------------- | ------------------ |
| Ducs de Dijon                 | 1er (Poule C)        | Jan Šafář             | Patinoire Trimolet                                                                  | 1 000              |
| Diables rouges de Briançon II | 2e (Poule D)         | Damien Ribourg        | Patinoire René-Froger                                                               | 2 300              |
| Aigles de Nice II             | 3e (Poule D)         | Nicolas Deslongchamps | Palais des sports Jean-Bouin                                                        | 1 296              |
| Castors d'Avignon             | 4e (Poule D)         | Jordane Fazende       | Palais de la Glace                                                                  | 500                |
| Boucaniers de Toulon          | 5e (Poule D)         | Jozef Držík           | Patinoire de la Garde                                                               | 1 600              |
| Loups de Savoie               | 6e (Poule D)         | Jean-Robert Becqwort  | Patinoire Patinoire Buisson Rond Patinoire de Méribel Halle olympique d'Albertville | 1 200 2 500 3 500  |
| Krokos de Nîmes               | 7e (Poule D)         | Raphaël Facchini      | Patinoire de Nîmes                                                                  | 300                |
| Ours de Villard-de-Lans II    | 8e (Poule D)         | Pierre Piquemal       | Patinoire André Ravix                                                               | 2 000              |
| Aigles de Besançon            | NC                   | Marian Jakab          | Patinoire Lafayette                                                                 | 1 300              |

- Légende des couleurs

- Problèmes financiers
- Relégué de Division 2 2022-2023
- Nouvelle équipe

### Saison régulière
La saison régulière se joue du 23 septembre 2023 au 4 mars 2024.
Les trente-trois équipes engagées sont réparties en quatre poules (de huit ou neuf équipes), les matchs se jouent en aller-retour. Les quatre premiers de chaque groupe se qualifient pour la phase finale.
Durant la phase finale qui se joue en matchs aller-retour (ainsi quand il y a match nul, il n'y a pas de prolongation, le score est conservé tel quel), le score cumulé désignant le vainqueur. Les vainqueurs des quarts de finale se qualifient pour le carré final.
Les quatre qualifiés pour le carré final sont rassemblés au sein d'une poule unique qui se joue en matchs simples. L'équipe finissant à la première place est sacrée championne de Division 3. Les trois premiers sont promus en Division 2.
- Pour l'attribution des points, voir la section « Règlement » ci-dessus.

#### Groupe A
Le score de l'équipe à domicile, située dans la colonne de gauche, est inscrit en premier.
| Résultats (▼dom., ►ext.)                                           | AGL  | BOR   | BRE  | BRV  | CHO   | NAN | POI | REN   |
| Hormadi Anglet II                                                  |      | 7-1   | 18-3 | 12-2 | 14-3  | 6-1 | 5-0 | 15-1  |
| Boxers de Bordeaux II                                              | 5-2  |       | 16-3 | 14-3 | 7-2   | 7-4 | 7-4 | 5-4   |
| Albatros de Brest II                                               | 2-7  | 1-5   |      | 2-6  | 3-4Pr | 2-3 | 2-8 | 5-2   |
| Grands Ducs de Brive                                               | 2-10 | 5-6Pr | 9-1  |      | 2-5   | 4-3 | 4-8 | 5-3   |
| Dogs de Cholet II                                                  | 2-3  | 1-7   | 5-3  | 3-6  |       | 2-6 | 4-6 | 5-4   |
| Corsaires de Nantes II                                             | 3-2  | 5-4Pr | 8-0  | 9-4  | 7-3   |     | 3-8 | 1-2TF |
| Dragons de Poitiers                                                | 1-4  | 8-3   | 5-0F | 10-2 | 9-2   | 7-2 |     | 10-0  |
| Cormorans de Rennes                                                | 0-12 | 1-10  | 3-5  | 7-2  | 4-6   | 0-4 | 3-7 |       |
| - Victoire à domicile - Victoire à l'extérieur - Match non disputé |      |       |      |      |       |     |     |       |

| Clt   | Équipe      | PJ | V  | VP | D  | DP | BP  | BC | Diff | Pts    |
| ----- | ----------- | -- | -- | -- | -- | -- | --- | -- | ---- | ------ |
| +001, | Anglet II   | 14 | 12 | 0  | 2  | 0  | 117 | 26 | +91  | 36     |
| +002, | Poitiers    | 14 | 11 | 0  | 3  | 0  | 91  | 41 | +50  | 33     |
| +003, | Bordeaux II | 14 | 10 | 1  | 2  | 1  | 97  | 50 | +47  | 33     |
| +004, | Nantes II   | 14 | 7  | 1  | 5  | 1  | 59  | 51 | +8   | 24     |
| +005, | Brive       | 14 | 5  | 0  | 8  | 0  | 56  | 93 | -37  | 16     |
| +006, | Cholet II   | 14 | 4  | 1  | 9  | 0  | 47  | 81 | -34  | 14     |
| +007, | Brest II    | 14 | 2  | 0  | 11 | 1  | 32  | 99 | -67  | 6 (-1) |
| +008, | Rennes      | 14 | 1  | 1  | 12 | 0  | 34  | 92 | -58  | 5      |

- Qualifié pour les matchs d'interclassement de tête de séries
- Qualifié les barrages pour les huitièmes de finale

#### Groupe B
Le score de l'équipe à domicile, située dans la colonne de gauche, est inscrit en premier.
| Résultats (▼dom., ►ext.)                                           | ASN | BOU  | CAE   | CER  | COM   | GAR  | ORL   | TRS   | WAS   |
| Castors d'Asnières                                                 |     | 10-2 | 4-3Pr | 2-5  | 9-5   | 7-0  | 5-3   | 5-1   | 5-4Pr |
| Tigres de l'ACBB                                                   | 7-3 |      | 1-4   | 3-9  | 6-7   | 6-2  | 3-11  | 2-5   | 7-5   |
| Drakkars de Caen II                                                | 5-8 | 9-3  |       | 5-7  | 6-3   | 9-2  | 6-4   | 4-2   | 4-5Pr |
| Jokers de Cergy-Pontoise II                                        | 3-5 | 7-2  | 4-6   |      | 7-6   | 17-1 | 5-10  | 3-4Pr | 6-8   |
| Lions de Compiègne                                                 | 3-4 | 10-8 | 5-2   | 6-7  |       | 7-4  | 5-10  | 8-4   | 4-7   |
| Grizzly de Garges                                                  | 2-8 | 2-3  | 5-6TF | 4-8  | 6-5TF |      | 1-14  | 1-7   | 2-9   |
| Renards d'Orléans                                                  | 2-1 | 6-1  | 8-2   | 13-5 | 8-3   | 8-4  |       | 8-4   | 4-2   |
| Remparts de Tours II                                               | 4-5 | 9-5  | 6-3   | 4-9  | 3-5   | 14-2 | 4-5TF |       | 1-3   |
| Lions de Wasquehal                                                 | 3-6 | 6-5  | 3-4Pr | 6-7  | 9-5   | 18-0 | 3-7   | 6-5   |       |
| - Victoire à domicile - Victoire à l'extérieur - Match non disputé |     |      |       |      |       |      |       |       |       |

| Clt   | Équipe               | PJ | V  | VP | D  | DP | BP  | BC  | Diff | Pts |
| ----- | -------------------- | -- | -- | -- | -- | -- | --- | --- | ---- | --- |
| +001, | Orléans              | 16 | 13 | 1  | 2  | 0  | 121 | 54  | +67  | 41  |
| +002, | Asnières-sur-Seine   | 16 | 11 | 2  | 3  | 0  | 87  | 52  | +35  | 37  |
| +003, | Cergy-Pontoise II    | 16 | 10 | 0  | 5  | 1  | 109 | 85  | +24  | 31  |
| +004, | Wasquehal            | 16 | 8  | 1  | 5  | 2  | 97  | 72  | +25  | 28  |
| +005, | Caen II              | 16 | 7  | 2  | 5  | 2  | 78  | 70  | +8   | 27  |
| +006, | Compiègne            | 16 | 6  | 0  | 9  | 1  | 87  | 100 | -13  | 19  |
| +007, | Tours II             | 16 | 5  | 1  | 9  | 1  | 77  | 74  | +3   | 18  |
| +008, | Boulogne-Billancourt | 16 | 4  | 0  | 12 | 0  | 64  | 105 | -41  | 12  |
| +009, | Garges               | 16 | 0  | 1  | 14 | 1  | 38  | 146 | -108 | 3   |

- Qualifié pour les matchs d'interclassement de tête de séries
- Qualifié les barrages pour les huitièmes de finale

#### Groupe C
Le score de l'équipe à domicile, située dans la colonne de gauche, est inscrit en premier.
| Résultats (▼dom., ►ext.)                                           | CHL | CMP | DAM   | ÉVY  | LUX  | MTZ  | MEU     | MUL   |
| Gaulois de Châlons-en-Champagne                                    |     | 6-2 | 11-2  | 3-1  | 7-5  | 6-4  | 11-1    | 9-3   |
| Élans de Champigny                                                 | 4-5 |     | 5-4TF | 1-2  | 1-8  | 3-5  | 6-1     | 6-7Pr |
| Caribous de Seine-et-Marne                                         | 8-7 | 6-2 |       | 6-7  | 9-4  | 8-4  | 8-4     | 2-5   |
| Jets d'Évry Viry II                                                | 3-5 | 4-2 | 7-6   |      | 3-4  | 11-2 | 4-0     | 5-3   |
| Tornado Luxembourg                                                 | 1-7 | 3-1 | 10-1  | 9-0  |      | 9-3  | 8-0     | 12-1  |
| Graoullys de Metz                                                  | 3-7 | 8-6 | 6-5Pr | 2-10 | 1-16 |      | 11-10Pr | 4-7   |
| Comètes de Meudon II                                               | 3-7 | 6-4 | 10-7  | 4-6  | 1-2  | 5-3  |         | 3-4   |
| Scorpions de Mulhouse                                              | 0-8 | 6-3 | 6-2   | 1-2  | 4-10 | 4-2  | 5-2     |       |
| - Victoire à domicile - Victoire à l'extérieur - Match non disputé |     |     |       |      |      |      |         |       |

| Clt   | Équipe               | PJ | V  | VP | D  | DP | BP  | BC  | Diff | Pts |
| ----- | -------------------- | -- | -- | -- | -- | -- | --- | --- | ---- | --- |
| +001, | Châlons-en-Champagne | 14 | 13 | 0  | 1  | 0  | 99  | 40  | +59  | 39  |
| +002, | Luxembourg           | 14 | 11 | 0  | 3  | 0  | 101 | 39  | +62  | 33  |
| +003, | Évry Viry II         | 14 | 10 | 0  | 4  | 0  | 65  | 48  | +17  | 30  |
| +004, | Mulhouse             | 14 | 7  | 1  | 6  | 0  | 56  | 70  | -14  | 23  |
| +005, | Dammarie             | 14 | 5  | 0  | 7  | 2  | 74  | 88  | -14  | 17  |
| +006, | Meudon II            | 14 | 3  | 0  | 10 | 1  | 50  | 86  | -36  | 10  |
| +007, | Metz                 | 14 | 2  | 2  | 10 | 0  | 58  | 107 | -49  | 10  |
| +008, | Champigny            | 14 | 1  | 1  | 11 | 1  | 46  | 71  | -25  | 6   |

- Qualifié pour les matchs d'interclassement de tête de séries
- Qualifié les barrages pour les huitièmes de finale

#### Groupe D
Le score de l'équipe à domicile, située dans la colonne de gauche, est inscrit en premier.
| Résultats (▼dom., ►ext.)                                           | AVI   | BES   | BRI | DIJ   | NIC  | NÎM  | SAV  | TLN   | VIL  |
| Castors d'Avignon                                                  |       | 8-0   | 2-5 | 3-2   | 6-1  | 4-2  | 8-6  | 4-0   | 8-5  |
| Aigles de Besançon                                                 | 3-6   |       | 3-2 | 5-2   | 5-8  | 6-2  | 2-5  | 5-2   | 5-2  |
| Diables rouges de Briançon II                                      | 2-8   | 8-1   |     | 4-2   | 5-3  | 6-2  | 9-4  | 7-2   | 5-2  |
| Ducs de Dijon                                                      | 9-2   | 6-0   | 5-2 |       | 8-1  | 9-1  | 13-1 | 11-3  | 6-1  |
| Aigles de Nice II                                                  | 5-6Pr | 8-4   | 2-6 | 4-2   |      | 10-5 | 7-2  | 7-5   | 10-2 |
| Krokos de Nîmes                                                    | 2-3   | 3-4Pr | 6-1 | 0-4   | 2-5  |      | 9-2  | 4-3Pr | 3-0  |
| Loups de Savoie                                                    | 6-3   | 3-5   | 2-3 | 4-6   | 3-7  | 5-2  |      | 3-7   | 2-5  |
| Boucaniers de Toulon                                               | 6-7Pr | 8-0   | 1-4 | 3-4   | 3-5  | 1-3  | 2-5  |       | 4-1  |
| Ours de Villard-de-Lans II                                         | 5-4Pr | 6-2   | 4-6 | 2-3Pr | 4-16 | 8-4  | 8-1  | 2-5   |      |
| - Victoire à domicile - Victoire à l'extérieur - Match non disputé |       |       |     |       |      |      |      |       |      |

| Clt   | Équipe             | PJ | V  | VP | D  | DP | BP | BC | Diff | Pts |
| ----- | ------------------ | -- | -- | -- | -- | -- | -- | -- | ---- | --- |
| +001, | Briançon II        | 16 | 12 | 0  | 4  | 0  | 75 | 49 | +26  | 36  |
| +002, | Dijon              | 16 | 11 | 1  | 4  | 0  | 92 | 36 | +56  | 35  |
| +003, | Avignon            | 16 | 10 | 2  | 3  | 1  | 82 | 59 | +23  | 35  |
| +004, | Nice II            | 16 | 11 | 0  | 4  | 1  | 99 | 68 | +31  | 34  |
| +005, | Besançon           | 16 | 6  | 1  | 9  | 0  | 50 | 79 | -29  | 20  |
| +006, | Villard-de-Lans II | 16 | 4  | 1  | 10 | 1  | 57 | 84 | -27  | 15  |
| +007, | Nîmes              | 16 | 4  | 1  | 10 | 1  | 50 | 71 | -21  | 15  |
| +008, | Toulon             | 16 | 4  | 0  | 10 | 2  | 55 | 72 | -17  | 14  |
| +009, | Savoie             | 16 | 4  | 0  | 12 | 0  | 54 | 96 | -42  | 12  |

- Qualifié pour les matchs d'interclassement de tête de séries
- Qualifié les barrages pour les huitièmes de finale

### Phase finale
Durant les séries éliminatoires qui se jouent en matchs aller-retour (ainsi quand il y a match nul au premier match, il n'y a pas de prolongation, le score est conservé tel quel), le score cumulé désignant le vainqueur. Les vainqueurs des barrages sont opposés aux 8 équipes ayant disputé les matchs d'interclassement.
Lors du tour préliminaire et des huitièmes de finale, les qualifiés du groupe A affrontent ceux du groupe B et ceux du groupe C sont opposés à ceux du groupe D.
En quart de finale le brassage est total.
Les quatre qualifiés pour le carré final sont rassemblés au sein d'une poule unique qui se joue en matchs simples. L'équipe finissant à la première place est sacrée champion de Division 3. Les trois premiers sont promus en Division 2.

#### Tour préliminaire
Le match aller se joue chez l'équipe la moins bien classée à l'issue de la phase de poule.

en italique : les équipes ne pouvant pas être promues
| Équipe 1                           | Aller  | Total | Retour | Équipe 2               |
| ---------------------------------- | ------ | ----- | ------ | ---------------------- |
| Hormadi Anglet II A1               | 3-4Inv | 6-8   | 3-4    | B2 Castors d'Asnières  |
| Renards d'Orléans B1               | 6-2    | 17-7  | 11-5   | A2 Dragons de Poitiers |
| Gaulois de Châlons-en-Champagne C1 | 2-3    | 5-6   | 3-3    | D2 Ducs de Dijon       |
| Diables rouges de Briançon II D1   | 4-4Inv | 5-14  | 1-10   | C2 Tornado Luxembourg  |

- Qualifié pour les huitièmes de finale en tant que tête de série
- Qualifié pour les huitièmes de finale

| Équipe 1                       | Aller  | Total | Retour | Équipe 2                      |
| ------------------------------ | ------ | ----- | ------ | ----------------------------- |
| Boxers de Bordeaux II A3       | 5-4    | 11-8  | 6-4    | B6 Lions de Compiègne         |
| Jokers de Cergy-Pontoise II B3 | 6-4    | 11-6  | 5-2    | A6 Dogs de Cholet II          |
| Corsaires de Nantes II A4      | 1-7    | 5-12  | 4-5    | B5 Drakkars de Caen II        |
| Lions de Wasquehal B4          | 7-3Inv | 11-8  | 4-5    | A5 Grands Ducs de Brive       |
| Jets d'Évry Viry II C3         | 7-0Inv | 14-2  | 7-2    | D6 Ours de Villard-de-Lans II |
| Castors d'Avignon D3           | 7-3Inv | 20-5  | 13-2   | C6 Comètes de Meudon II       |
| Scorpions de Mulhouse C4       | 4-2    | 13-5  | 9-3    | D5 Aigles de Besançon         |
| Aigles de Nice II D4           | 4-7    | 11-15 | 7-8    | C5 Caribous de Seine-et-Marne |

- Qualifié pour les huitièmes de finale

#### Séries éliminatoires
|  | Huitièmes de finale             | Huitièmes de finale             | Huitièmes de finale             | Huitièmes de finale | Huitièmes de finale | Huitièmes de finale |                    |    | Quarts de finale | Quarts de finale | Quarts de finale | Quarts de finale | Quarts de finale | Quarts de finale |
|  |                                 |                                 |                                 |                     |                     |                     |                    |    |                  |                  |                  |                  |                  |                  |
|  | 6 et 13 avril 2024              |                                 |                                 |                     |                     |                     |                    |    |                  |                  |                  |                  |                  |                  |
|  |                                 |                                 |                                 |                     |                     |                     |                    |    |                  |                  |                  |                  |                  |                  |
|  | Castors d'Asnières              | Castors d'Asnières              | B2                              | 6                   | 5                   |                     |                    |    |                  |                  |                  |                  |                  |                  |
|  | Castors d'Asnières              | Castors d'Asnières              | B2                              | 6                   | 5                   | 20 et 27 avril 2024 |                    |    |                  |                  |                  |                  |                  |                  |
|  | Lions de Wasquehal              | Lions de Wasquehal              | B4                              | 5                   | 8                   |                     |                    |    |                  |                  |                  |                  |                  |                  |
|  | Lions de Wasquehal              | Lions de Wasquehal              | B4                              | 5                   | 8                   | Lions de Wasquehal  | Lions de Wasquehal | B4 | 5                | 5P               |                  |                  |                  |                  |
|  | 6 et 13 avril 2024              |                                 |                                 |                     |                     | Lions de Wasquehal  | Lions de Wasquehal | B4 | 5                | 5P               |                  |                  |                  |                  |
|  |                                 | Diables rouges de Briançon II   | Diables rouges de Briançon II   | D1                  | 4                   | 5                   |                    |    |                  |                  |                  |                  |                  |                  |
|  | Diables rouges de Briançon II   | Diables rouges de Briançon II   | Diables rouges de Briançon II   | D1                  | 4                   | 5                   | D1                 | 5  | 6                |                  |                  |                  |                  |                  |
|  | Diables rouges de Briançon II   | Diables rouges de Briançon II   |                                 |                     |                     |                     | D1                 | 5  | 6                |                  |                  |                  |                  |                  |
|  | Castors d'Avignon               | Castors d'Avignon               | D3                              | 4                   | 1                   |                     |                    |    |                  |                  |                  |                  |                  |                  |
|  | Castors d'Avignon               | Castors d'Avignon               | D3                              | 4                   | 1                   |                     |                    |    |                  |                  |                  |                  |                  |                  |
|  | 6 et 13 avril 2024              |                                 |                                 |                     |                     |                     |                    |    |                  |                  |                  |                  |                  |                  |
|  |                                 |                                 |                                 |                     |                     |                     |                    |    |                  |                  |                  |                  |                  |                  |
|  | Renards d'Orléans               | Renards d'Orléans               | B1                              | 5                   | 5                   |                     |                    |    |                  |                  |                  |                  |                  |                  |
|  | Renards d'Orléans               | Renards d'Orléans               | B1                              | 5                   | 5                   | 20 et 27 avril 2024 |                    |    |                  |                  |                  |                  |                  |                  |
|  | Drakkars de Caen II             | Drakkars de Caen II             | B5                              | 3                   | 4                   |                     |                    |    |                  |                  |                  |                  |                  |                  |
|  | Drakkars de Caen II             | Drakkars de Caen II             | B5                              | 3                   | 4                   | Renards d'Orléans   | Renards d'Orléans  | B1 | 0                | 2                |                  |                  |                  |                  |
|  | 6 et 13 avril 2024              |                                 |                                 |                     |                     | Renards d'Orléans   | Renards d'Orléans  | B1 | 0                | 2                |                  |                  |                  |                  |
|  |                                 | Gaulois de Châlons-en-Champagne | Gaulois de Châlons-en-Champagne | C1                  | 9                   | 6                   |                    |    |                  |                  |                  |                  |                  |                  |
|  | Gaulois de Châlons-en-Champagne | Gaulois de Châlons-en-Champagne | Gaulois de Châlons-en-Champagne | C1                  | 9                   | 6                   | C1                 | 3  | 6                |                  |                  |                  |                  |                  |
|  | Gaulois de Châlons-en-Champagne | Gaulois de Châlons-en-Champagne |                                 |                     |                     |                     | C1                 | 3  | 6                |                  |                  |                  |                  |                  |
|  | Jets d'Évry Viry II             | Jets d'Évry Viry II             | C3                              | 1                   | 4                   |                     |                    |    |                  |                  |                  |                  |                  |                  |
|  | Jets d'Évry Viry II             | Jets d'Évry Viry II             | C3                              | 1                   | 4                   |                     |                    |    |                  |                  |                  |                  |                  |                  |
|  | 6 et 13 avril 2024              |                                 |                                 |                     |                     |                     |                    |    |                  |                  |                  |                  |                  |                  |
|  |                                 |                                 |                                 |                     |                     |                     |                    |    |                  |                  |                  |                  |                  |                  |
|  | Ducs de Dijon                   | Ducs de Dijon                   | D2                              | 8                   | 7                   |                     |                    |    |                  |                  |                  |                  |                  |                  |
|  | Ducs de Dijon                   | Ducs de Dijon                   | D2                              | 8                   | 7                   | 20 et 27 avril 2024 |                    |    |                  |                  |                  |                  |                  |                  |
|  | Caribous de Seine-et-Marne      | Caribous de Seine-et-Marne      | C5                              | 2                   | 0                   |                     |                    |    |                  |                  |                  |                  |                  |                  |
|  | Caribous de Seine-et-Marne      | Caribous de Seine-et-Marne      | C5                              | 2                   | 0                   | Ducs de Dijon       | Ducs de Dijon      | D2 | 5                | 4                |                  |                  |                  |                  |
|  | 6 et 13 avril 2024              |                                 |                                 |                     |                     | Ducs de Dijon       | Ducs de Dijon      | D2 | 5                | 4                |                  |                  |                  |                  |
|  |                                 | Jokers de Cergy-Pontoise II     | Jokers de Cergy-Pontoise II     | B3                  | 2                   | 2                   |                    |    |                  |                  |                  |                  |                  |                  |
|  | Dragons de Poitiers             | Dragons de Poitiers             | Jokers de Cergy-Pontoise II     | B3                  | 2                   | 2                   | A2                 | 2  | 3                |                  |                  |                  |                  |                  |
|  | Dragons de Poitiers             | Dragons de Poitiers             |                                 |                     |                     |                     | A2                 | 2  | 3                |                  |                  |                  |                  |                  |
|  | Jokers de Cergy-Pontoise II     | Jokers de Cergy-Pontoise II     | B3                              | 8                   | 8                   |                     |                    |    |                  |                  |                  |                  |                  |                  |
|  | Jokers de Cergy-Pontoise II     | Jokers de Cergy-Pontoise II     | B3                              | 8                   | 8                   |                     |                    |    |                  |                  |                  |                  |                  |                  |
|  | 6 et 13 avril 2024              |                                 |                                 |                     |                     |                     |                    |    |                  |                  |                  |                  |                  |                  |
|  |                                 |                                 |                                 |                     |                     |                     |                    |    |                  |                  |                  |                  |                  |                  |
|  | Tornado Luxembourg              | Tornado Luxembourg              | C2                              | 4                   | 7                   |                     |                    |    |                  |                  |                  |                  |                  |                  |
|  | Tornado Luxembourg              | Tornado Luxembourg              | C2                              | 4                   | 7                   | 20 et 27 avril 2024 |                    |    |                  |                  |                  |                  |                  |                  |
|  | Scorpions de Mulhouse           | Scorpions de Mulhouse           | C4                              | 2                   | 2                   |                     |                    |    |                  |                  |                  |                  |                  |                  |
|  | Scorpions de Mulhouse           | Scorpions de Mulhouse           | C4                              | 2                   | 2                   | Tornado Luxembourg  | Tornado Luxembourg | C2 | 6                | 5                |                  |                  |                  |                  |
|  | 30 mars et 6 avril 2024         |                                 |                                 |                     |                     | Tornado Luxembourg  | Tornado Luxembourg | C2 | 6                | 5                |                  |                  |                  |                  |
|  |                                 | Hormadi Anglet II               | Hormadi Anglet II               | A1                  | 2                   | 2                   |                    |    |                  |                  |                  |                  |                  |                  |
|  | Hormadi Anglet II               | Hormadi Anglet II               | Hormadi Anglet II               | A1                  | 2                   | 2                   | A1                 | 1  | 5                |                  |                  |                  |                  |                  |
|  | Hormadi Anglet II               | Hormadi Anglet II               |                                 |                     |                     |                     | A1                 | 1  | 5                |                  |                  |                  |                  |                  |
|  | Boxers de Bordeaux II           | Boxers de Bordeaux II           | A3                              | 3                   | 1                   |                     |                    |    |                  |                  |                  |                  |                  |                  |

en italique : les équipes ne pouvant pas être promues

### Carré final
Les équipes qualifiées pour la poule finale, sont identifiées par les lettres A, B, C et D correspondant à leur classement en saison régulière. Les poules n'étant pas égales en nombre d'équipes (2 poules de 9 et 2 poules de 8), les résultats obtenus face au neuvième de poule sont retirés pour établir ce classement. L'équipe organisatrice du carré final se voit automatiquement attribuer la lettre A. L'ordre des matchs pour ce carré final est le suivant :
- 1er  jour : B - C, A - D
- 2e jour : B - D, A - C
- 3e jour : C - D, A - B

Voici les équipes qualifiées ainsi que leur lettre :
| Lettre | Équipe                          | Saison régulière | Points    | Différence de buts |
| ------ | ------------------------------- | ---------------- | --------- | ------------------ |
| A      | Ducs de Dijon                   | 2e (Poule D)     | 29 points | +42                |
| B      | Gaulois de Châlons-en-Champagne | 1er (Poule C)    | 39 points | +59                |
| C      | Tornado Luxembourg              | 2e (Poule C)     | 33 points | +62                |
| D      | Lions de Wasquehal              | 4e (Poule B)     | 28 points | +25                |

Le système des points est identique à la phase régulière (voir Formule de la saison).

#### Résultats
| 3 mai 2024 | Châlons-en-Champagne | 3-4 (1-1, 0-3, 2-0) | Luxembourg | Patinoire Trimolet 153 spectateurs |

| Feuille de match | Feuille de match | Feuille de match            | Feuille de match | Feuille de match                                                                             |
| ---------------- | --- | --------------------------- | --- | -------------------------------------------------------------------------------------------- |
|                  | Mikula (Pernot, Kubovčík) — 7 min 54 s (SN) - Pernot (Kubovčík) — 42 min 40 s (SN) Lohou (Mikula, Delaunois) — 47 min (SN) | 1-0 1-1 1-2 1-3 1-4 2-4 3-4 | - Cannon (Esipov, Mullo) — 9 min 28 s Maratea (Leonard) — 32 min 26 s (SN) Cannon (A. Vincens) — 33 min 59 s Cannon (Öörni, Thomas) — 39 min 30 s - | Arbitrage : Frédéric Le Berre Juges de ligne : Sueva Torribio-Rousselin et Julien Le Monnier |
| Charton          | Gardiens | Lepage                      | | Arbitrage : Frédéric Le Berre Juges de ligne : Sueva Torribio-Rousselin et Julien Le Monnier |
| 6 min            | Pénalités | 12 min                      | | Arbitrage : Frédéric Le Berre Juges de ligne : Sueva Torribio-Rousselin et Julien Le Monnier |
|                  | |                             | | Arbitrage : Frédéric Le Berre Juges de ligne : Sueva Torribio-Rousselin et Julien Le Monnier |

| 3 mai 2024 | Dijon | 6-3 (0-2, 4-1, 2-0) | Wasquehal | Patinoire Trimolet 893 spectateurs |

| Feuille de match | Feuille de match | Feuille de match                    | Feuille de match | Feuille de match                                                                |
| ---------------- | --- | ----------------------------------- | --- | ------------------------------------------------------------------------------- |
|                  | - Valtat — 28 min 18 s Smolec (M. Jury) — 33 min 20 s Fahas — 33 min 49 s (SN) Lacroix — 37 min 18 s Chabert (Šafář, Romand) — 42 min 13 s (SN) Lacroix (Smolec, Valtat) — 58 min 23 s | 0-1 0-2 0-3 1-3 2-3 3-3 4-3 5-3 6-3 | L. Clef (Lebouché, Adamczak) — 8 s L. Clef (Jean-Baptiste, Adamczak) — 12 min 40 s Lebouché (Adamczak, Jean-Baptiste) — 20 min 27 s - | Arbitrage : Jérémie Collin Juges de ligne : Nicolas Messier et David Tchekachev |
| Krofta           | Gardiens | Philbert                            | | Arbitrage : Jérémie Collin Juges de ligne : Nicolas Messier et David Tchekachev |
| 6 min            | Pénalités | 20 min                              | | Arbitrage : Jérémie Collin Juges de ligne : Nicolas Messier et David Tchekachev |
|                  | |                                     | | Arbitrage : Jérémie Collin Juges de ligne : Nicolas Messier et David Tchekachev |

| 4 mai 2024 | Châlons-en-Champagne | 14-1 (5-0, 3-0, 6-1) | Wasquehal | Patinoire Trimolet 228 spectateurs |

| Feuille de match | Feuille de match | Feuille de match                                                 | Feuille de match                      | Feuille de match                                                                          |
| ---------------- | --- | ---------------------------------------------------------------- | ------------------------------------- | ----------------------------------------------------------------------------------------- |
|                  | Kubovčík (Lohou, Mikula) — 43 s Klesmann (Sokolov, Delaunois) — 4 min 19 s Delaunois (Logeat, Klesmann) — 6 min 19 s Delaunois (Sokolov, Logeat) — 13 min 1 s Pernot (Mikula, Kubovčík) — 15 min 49 s Lohou (Mikula) — 24 min 25 s Lohou (Mikula) — 32 min 53 s (SN) Horvath — 34 min 18 s Girardin (Horvath, Klesmann) — 41 min 15 s - Pernot — 46 min 47 s Pernot (Mikula, Logeat) — 49 min 34 s Logeat (Mikula, Delaunois) — 52 min 32 s Domaine (Ruggirello, Horvath) — 53 min 2 s Delaunois (Thery, Sokolov) — 58 min 52 s | 1-0 2-0 3-0 4-0 5-0 6-0 7-0 8-0 9-0 9-1 10-1 11-1 12-1 13-1 14-1 | - L. Besson (Scharre) — 43 min 15 s - | Arbitrage : Jérémie Collin Juges de ligne : Sueva Torribio-Rousselin et Julien Le Monnier |
| Charton          | Gardiens | Philbert (32 min 53 s) T. Clef (27 min 7 s)                      |                                       | Arbitrage : Jérémie Collin Juges de ligne : Sueva Torribio-Rousselin et Julien Le Monnier |
| 39 min           | Pénalités | 44 min                                                           |                                       | Arbitrage : Jérémie Collin Juges de ligne : Sueva Torribio-Rousselin et Julien Le Monnier |
|                  | |                                                                  |                                       | Arbitrage : Jérémie Collin Juges de ligne : Sueva Torribio-Rousselin et Julien Le Monnier |

| 4 mai 2024 | Dijon | 2-0 (0-0, 1-0, 1-0) | Luxembourg | Patinoire Trimolet 1 000 spectateurs |

| Feuille de match | Feuille de match                                                               | Feuille de match | Feuille de match | Feuille de match                                                                   |
| ---------------- | ------------------------------------------------------------------------------ | ---------------- | ---------------- | ---------------------------------------------------------------------------------- |
|                  | Chabert (Šafář, Smolec) — 27 min 5 s (SN) Guimbard (Bourgin, Chabert) — 48 min | 1-0 2-0          | -                | Arbitrage : Frédéric Le Berre Juges de ligne : David Tchekachev et Nicolas Messier |
| Krofta           | Gardiens                                                                       | Miquel           |                  | Arbitrage : Frédéric Le Berre Juges de ligne : David Tchekachev et Nicolas Messier |
| 10 min           | Pénalités                                                                      | 6 min            |                  | Arbitrage : Frédéric Le Berre Juges de ligne : David Tchekachev et Nicolas Messier |
|                  |                                                                                |                  |                  | Arbitrage : Frédéric Le Berre Juges de ligne : David Tchekachev et Nicolas Messier |

| 5 mai 2024 | Luxembourg | 5-1 (3-1, 2-0, 0-0) | Wasquehal | Patinoire Trimolet |

| Feuille de match | Feuille de match | Feuille de match        | Feuille de match               | Feuille de match                                                                            |
| ---------------- | --- | ----------------------- | ------------------------------ | ------------------------------------------------------------------------------------------- |
|                  | Maurer (Cannon, Holodkovs) — 4 min 7 s Leonard (Holodkovs, Maurer) — 5 min 26 s (SN) - Holodkovs — 12 min 37 s Leonard (Holodkovs, Esipov) — 26 min 17 s Leonard — 35 min 18 s | 1-0 2-0 2-1 3-1 4-1 5-1 | - Adamczak (L. Clef) — 6 min - | Arbitrage : Frédéric Le Berre Juges de ligne : Sueva Torribio-Rousselin et David Tchekachev |
| Lepage           | Gardiens | Philbert                |                                | Arbitrage : Frédéric Le Berre Juges de ligne : Sueva Torribio-Rousselin et David Tchekachev |
| 4 min            | Pénalités | 10 min                  |                                | Arbitrage : Frédéric Le Berre Juges de ligne : Sueva Torribio-Rousselin et David Tchekachev |
|                  | |                         |                                | Arbitrage : Frédéric Le Berre Juges de ligne : Sueva Torribio-Rousselin et David Tchekachev |

| 5 mai 2024 | Dijon | 3-1 (1-1, 0-0, 2-0) | Châlons-en-Champagne | Patinoire Trimolet 1 000 spectateurs |

| Feuille de match | Feuille de match                                                                                            | Feuille de match | Feuille de match                  | Feuille de match                                                                 |
| ---------------- | --- | ---------------- | --------------------------------- | -------------------------------------------------------------------------------- |
|                  | M. Jury — 13 min 57 s (IN) - Guimbard (Chabert) — 44 min 12 s (IN) Guimbard (Chabert, Bourgin) — 56 min 6 s | 1-0 1-1 2-1 3-1  | - Sokolov (Logeat) — 14 min 6 s - | Arbitrage : Jérémie Collin Juges de ligne : Nicolas Messier et Julien Le Monnier |
| Krofta           | Gardiens | Charton          |                                   | Arbitrage : Jérémie Collin Juges de ligne : Nicolas Messier et Julien Le Monnier |
| 12 min           | Pénalités                                                                                                   | 12 min           |                                   | Arbitrage : Jérémie Collin Juges de ligne : Nicolas Messier et Julien Le Monnier |
|                  | |                  |                                   | Arbitrage : Jérémie Collin Juges de ligne : Nicolas Messier et Julien Le Monnier |

| Clt   | Équipe               | PJ | V | VP | D | DP | BP | BC | Diff | Pts |
| ----- | -------------------- | -- | - | -- | - | -- | -- | -- | ---- | --- |
| +001, | Dijon                | 3  | 3 | 0  | 0 | 0  | 11 | 4  | +7   | 9   |
| +002, | Luxembourg           | 3  | 2 | 0  | 1 | 0  | 9  | 6  | +3   | 6   |
| +003, | Châlons-en-Champagne | 3  | 1 | 0  | 2 | 0  | 18 | 8  | +10  | 3   |
| +004, | Wasquehal            | 3  | 0 | 0  | 3 | 0  | 5  | 25 | -20  | 0   |

- Promu en Division 2